# Cronologia de la repressió del català

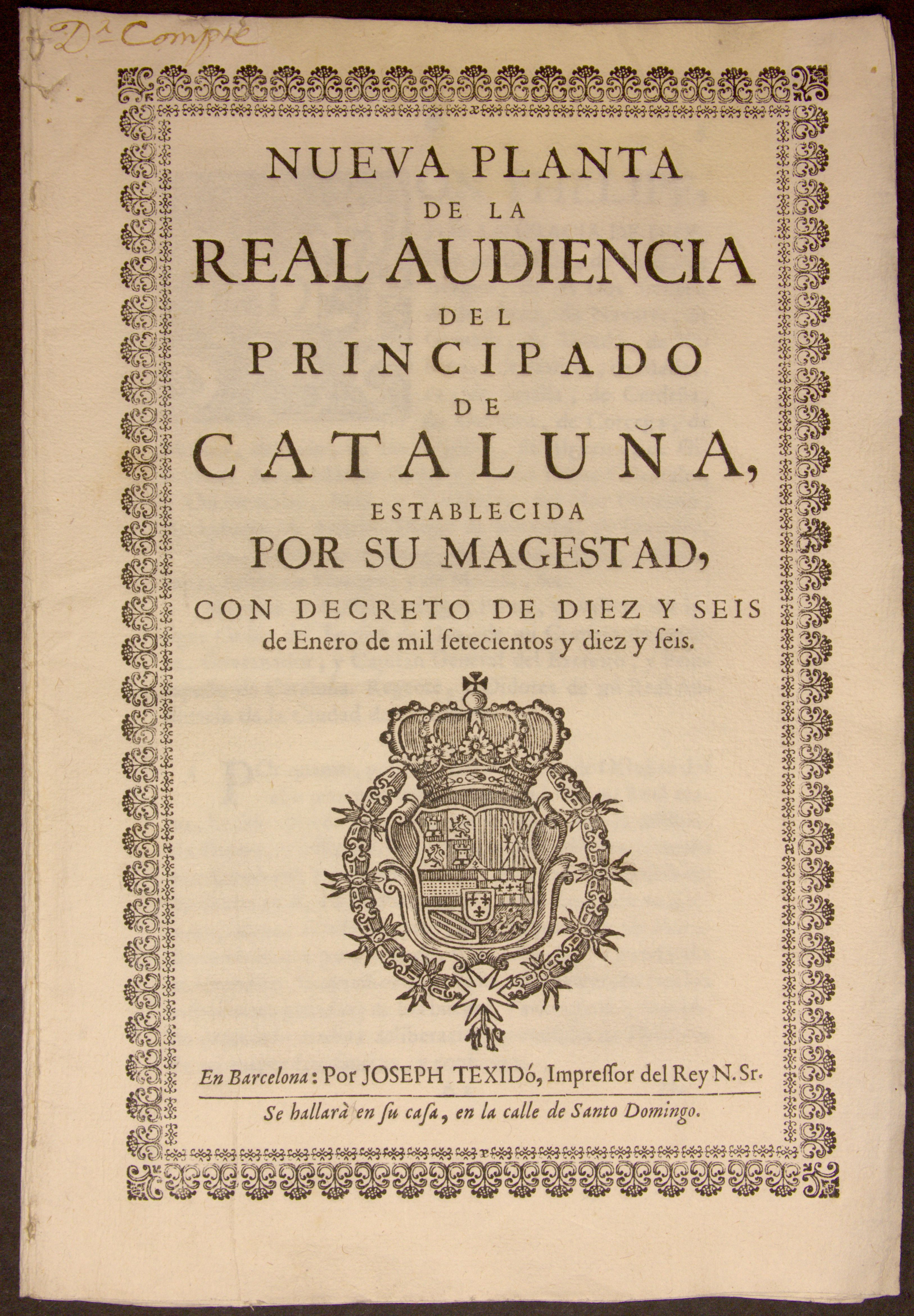
El Decret de Nova Planta, promogut per Felip V d'Espanya

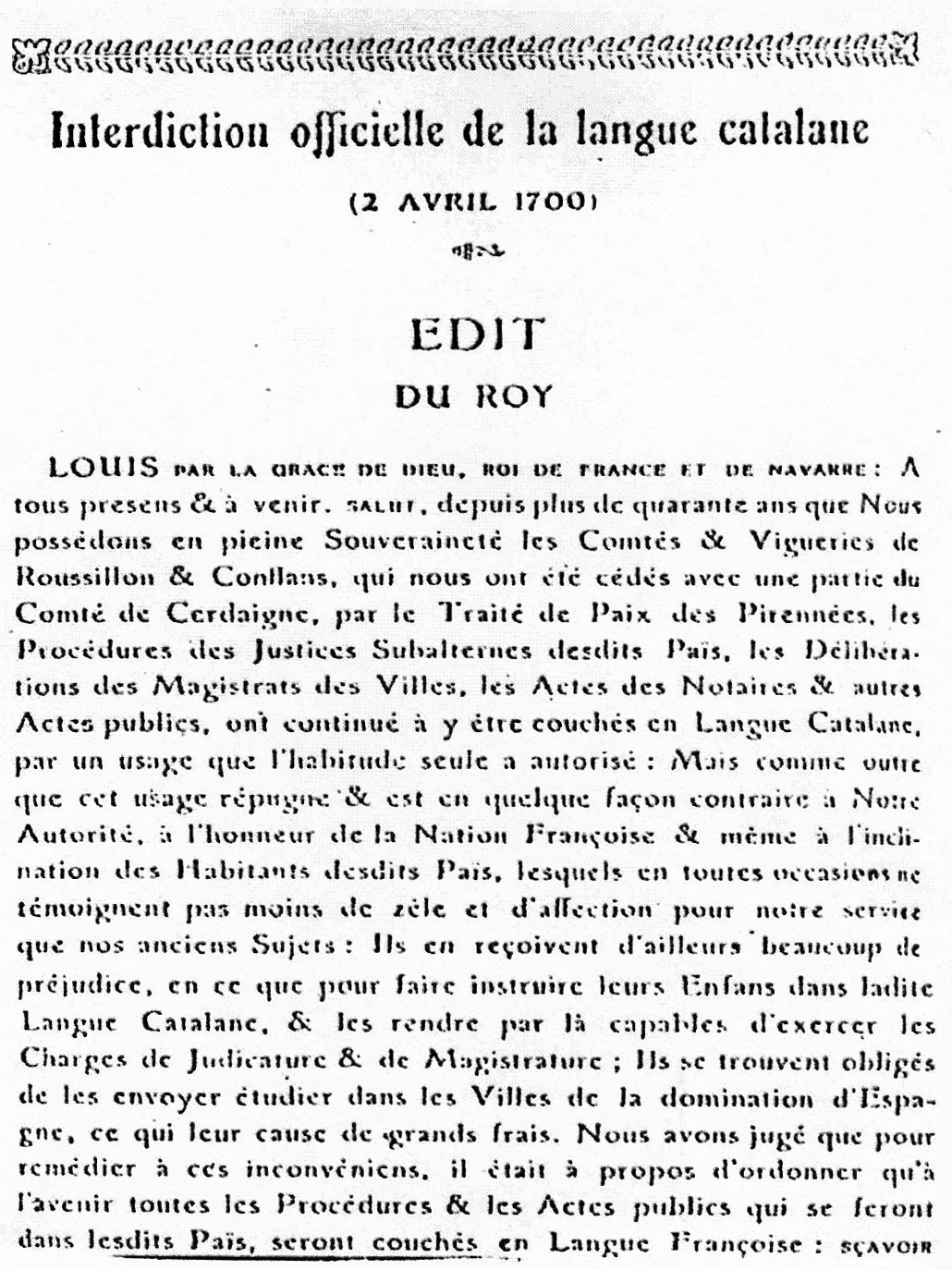
Decret de prohibició de la llengua catalana al Rosselló, Conflent i la Cerdanya del 2 d'abril de 1700

Aquest article és una cronologia de fets que representen minorització de la llengua catalana de forma activa, o sigui la «repressió del català» segons alguns autors, mitjançant accions violentes directes o mitjançant l'aplicació de polítiques que impliquen donar prioritat o oficialitzar, en perjudici del català en els diversos territoris, altres llengües que en principi hi eren alienes, com el castellà o el francès, fins al punt de fer que siguin les úniques acceptables en diferents àmbits de la societat. Es pot considerar un atac tipificat contra una minoria nacional.
La llista, que comença l'any 1482 i segueix fins avui en dia, comprèn diferents formes de discriminació de la llengua que variaran substancialment al llarg del temps, de la mateixa manera que evoluciona la societat. En el procés de marginació/residualització hi té un paper fonamental la construcció de l'Estat nació espanyol per part de les elits estatals, que empren l'estat per modelar el pensament i cultura dels ciutadans, i construir la nació prenent com a base les característiques de l'ètnia dominant.
Avui en dia, existeixen igualment fonts que asseguren que es discrimina el castellà a Catalunya, entre altres motius, perquè la Generalitat de Catalunya i altres òrgans oficials, han adoptat el català com a única llengua vehicular, per tal de protegir-la. A això s'afegí el «Manifiesto por una lengua común» d'un grup d'intel·lectuals espanyols i la Declaració de l'Académie Française que defensen el castellà i el francès com a llengües oficials de l'Estat Espanyol i l'Estat Francès. Aquestes declaracions i propostes polítiques, a la vista de les mesures legals que tots dos estats han pres contra el català, han suscitat un gran rebuig per bona part de la societat catalana. Poc després, el juliol de 2008, va aparèixer el «Manifest de la Federació Galeusca», en la qual està integrada, entre d'altres, l'Associació d'Escriptors en Llengua Catalana. En aquest manifest es comparava el «Manifiesto por la lengua común» amb les tesis franquistes, i es qualificava aquest «manifiesto» de «visió anul·ladora». Amb tot, la realitat és que l'única llengua en què no es pot viure plenament a Catalunya és el català, malgrat la persistent demanda social que ho demana. Tot aquest tema està contaminat pel nacionalisme espanyol —una ideologia que pretén cohesionar l'estat—, atès que en l'àmbit de les Nacions Unides preval l'opinió que les minories només prenen com a àmbit de referència l'Estat en el seu conjunt, per la qual cosa els membres d'una majoria no poden ser considerats com a minoria.

## Context
L'aversió a un col·lectiu social o nacional sempre té origen en un conflicte previ de tipus polític, religiós o ètnic. L'anticatalanisme parteix del conflicte entre la Corona castellana i la seva expansió històrica vers els altres regnes peninsulars. Assimilat el regne de Galícia, històricament hi hagué conflictes territorials amb la Corona d'Aragó, a qui s'intentà d'arrabassar territori per exemple amb la guerra dels dos Peres.
Per un altre costat, durant la Baixa Edat Mitjana i el Renaixement apareixen les identitats nacionals a Europa, que serien la base dels futurs estats nació en que les comunitats nacionals que tenen el favor reial s'imposen a les que no el tenen. En aquest procés, l'assimilació de les noves minories nacionals comporta destruir els elements identitaris, com és la llengua i la història. És el cas de la Corona de Castella vers la Corona d'Aragó, primer ajuntades dins la monarquia espanyola, i posteriorment conquerida durant la guerra de successió.

## Edat moderna

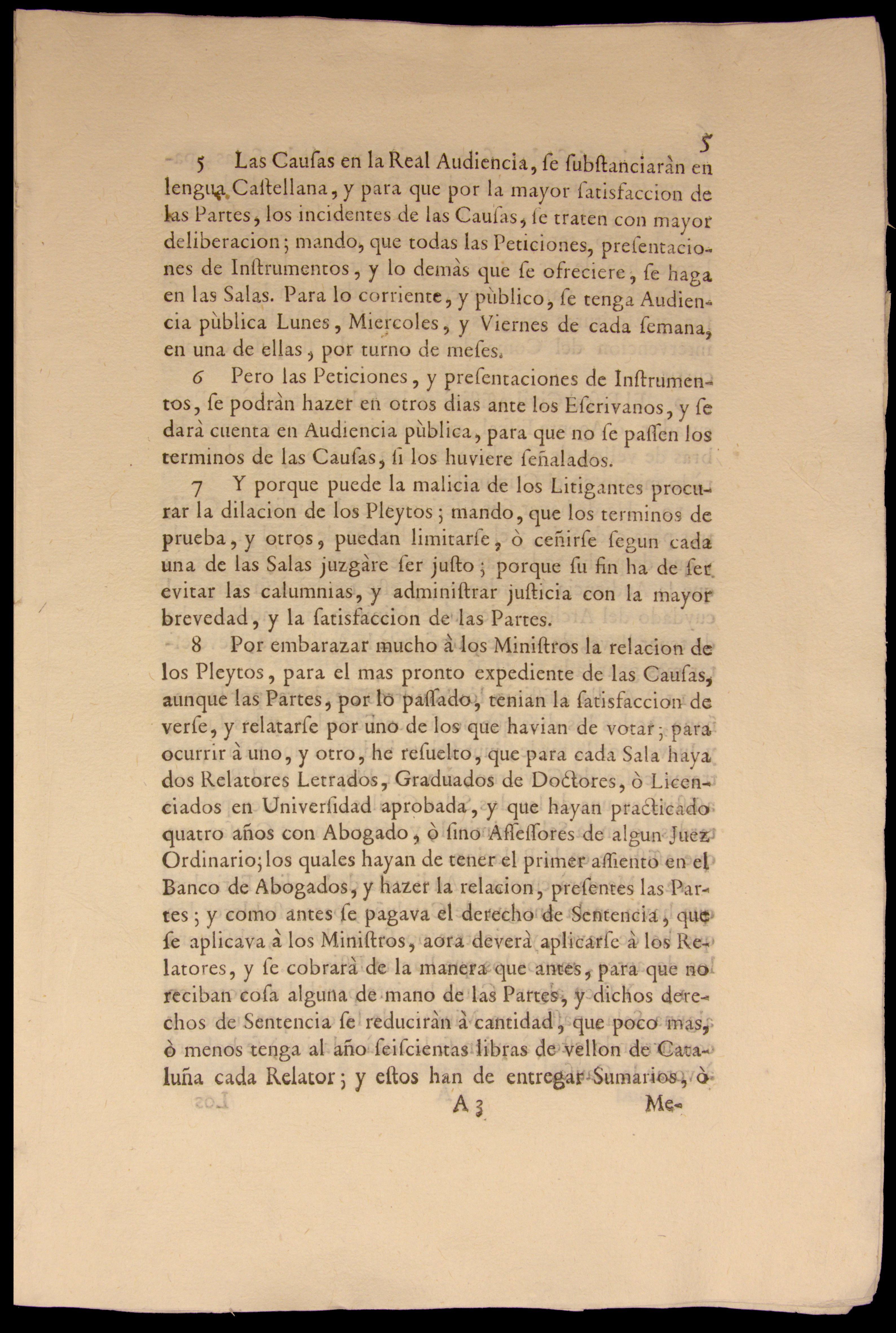
El cinquè punt del Decret de Nova Planta sobre el Principat diu: «5. Las causas en la Real Audiencia se substanciarán en lengua Castellana [...]» prohibint l'ús de la llengua catalana a la nova administració de justícia i de govern de Catalunya.

- 1482: comença la supressió i crema de la Bíblia Valenciana fins al punt que durant anys es va dubtar de la seua existència.

- 1539: el rei de França Francesc I, publica un edicte (l'anomenat Edicte de Villers-Cotterêts) mitjançant el qual queda obligatòriament establert que tot text administratiu que s'editi al Regne de França s'hagi d'escriure en francès.[14]
- 1560: el Tribunal del Sant Ofici insta que «en los negocios de la fe todo se proceda en lengua castellana».[15]
- 1561: el Tribunal del Sant Ofici obliga que «no se escriban los procesos en lengua catalana».[15]
- 1624: en el memorial del comte duc d'Olivares a Felip IV d'Espanya hi diu que «treballi i pensi amb consell mundà i secret per a reduir aquests regnes de què es compon Espanya per a l'estil i lleis de Castella sense cap diferència».
- 1661: Lluís XIV atorga al Collège de Jésuites, a perpetuïtat, les classes de gramàtica a la Universitat de Perpinyà, a través de les quals s'introdueix el francès entre la noblesa, el clergat i la burgesia.
- 1672: ordenança per a promoure escoles per a l'ensenyament en francès.
- 1682: ordre que exigeix la llengua francesa als rossellonesos per obtenir càrrecs públics i obtenir títols honorífics i dona sis mesos per aprendre'l[16]
- 1683: prohibició als rossellonesos d'estudiar al Principat.[16]
- 1700: edicte pel qual Lluís XIV promulga que tots els procediments judicials, les deliberacions del magistrats municipals, les actes notarials i tota mena d'actes públics siguin en francès sota pena de nul·litat.[16]
- 1700: Lluís XIV de França deixa escrit que l'«ús del català repugna i és contrari a l'honor de la nació francesa».[17]
- 1707-1719: decrets de nova planta de València (1707), Mallorca (1715), Catalunya (1) (1716) i Sardenya (1719). S'hi prohibeix l'ús oficial del català. Felip V de Borbó era net de Lluís XIV de França.
- 1707: comença la castellanització, substitució o eliminació de topònims al País Valencià. El 6 de desembre, Macanaz fa un ban públic a València amb l'ordre de Felip V de construir en el lloc on era Xàtiva, una nova població anomenada «Ciudad de San Felipe» (en castellà). Vegeu Extermini de Xàtiva.
- 1707: desaparició del topònim Isla de Xàtiva dels mapes posteriors d'Amèrica.[18]
- 1712: 20 de febrer. Es dicten instruccions secretes als corregidors del territori català: Pondrá el mayor cuydado en introducir la lengua castellana, a cuyo fin dará las providencias más templadas y disimuladas para que se consiga el efecto, sin que se note el cuydado.[19]
- 1714: Felip V de Borbó deixa escrit que «es procuri traçudament anar introduint la llengua castellana en aquells pobles on no la parlen».
- 1715: la Consulta del Consell de Castelles escriu que a l'aula no hi ha d'haver cap llibre en català, on tampoc es parlarà ni escriurà aquesta llengua i on la doctrina cristiana s'ensenyarà i serà apresa en castellà. Afegeix que «no s'han d'escollir mitjans febles i menys eficaços sinó els més robusts i segurs, esborrant de la memòria dels catalans tot allò que pugui conformar-se amb les seves abolides constitucions, usatges, furs i costums».[20]
- 1716: ordre que a Perpinyà es prediqui només en francès.
- 1755 En l'article 10 del Decret de Visita del Provincial dels Escolapis es mana a tots els religiosos de l'ordre parlar només en castellà i llatí, tant entre si com amb la resta de la població. La pena per parlar en català és viure a règim de pa i aigua.
- 1768: el comte d'Aranda promou una reial cèdula per la qual es prohibeix l'ensenyament del català a les escoles de primeres lletres, llatinitat i retòrica; es foragita el català de tots els jutjats, i es recomana que ho facin també les cúries diocesanes.[21]
- 23 de juny de 1768: Real cédula de S.M. a consulta de las del Consejo, reduciendo el arancel de los derechos procesales a reales de vellón en toda la Corona de Aragón, y para que en todo el Reino se actúe y enseñe en lengua castellana, con otras cosas que se expresan.
- 1772 Reial cèdula per la qual es mana que tots el mercaders i comerciants majoristes i a la menuda portin els llibres de comptabilitat en castellà.[22]
- 1773: Prohibició imposada a la Universitat de Cervera d’editar llibres en català, notificada pel Consell de Castella en carta del 20 de març de 1773.[23]
- 1776: el bisbe de Mallorca obliga a utilitzar el castellà a les parròquies i en l'ensenyament del catecisme.[24]
- 1780: José Moñino y Redondo, comte de Floridablanca, promulga una reial provisió per la qual obliga totes les escoles a ensenyar la gramàtica de la Reial Acadèmia Espanyola.[25]
- 1794: La Convenció Nacional Francesa decreta l'ensenyament generalitzat del francès, parlat per un 10% de la població francesa en aquell moment, per «per anihilar el patuès i universalitzar l'ús del francès». Comença el gran genocidi lingüístic a França.
- 1799: reial cèdula que prohibeix «representar, cantar y bailar piezas que no fuesen en idioma castellano».[26]

## Edat contemporània
Si les monarquies antigues sovint reunien diferents regnes/territoris/ètnies sota una mateixa corona, en els estats nació moderns les elits polítiques cerquen la uniformitat de la població, i apareix el nacionalisme d'estat. Després dels Decrets de Nova planta, esdevinguda Espanya un Estat sota un únic govern, lleis i usos, es procedí a construir la nació (com a França, és l'Estat qui crea la nació i no el procés contrari). Així, emprant les eines de l'Estat, el nacionalisme espanyol comença a conformar una identitat nacional espanyola basat en una matriu castellana, en enfrontament a altres nacions històriques de l'Estat, d'on sorgiren reactivament els anomenats nacionalismes perifèrics. Si fins aquell moment el conflicte havia sigut principalment polític-territorial, a partir del segle xix, el conflicte cultural agafa més força. Altrament, els historiadors generalment situen l'inici del nacionalisme popular espanyol a primers del s. XIX, i particularment en la resistència contra l'ocupació per les tropes de Napoleó.

Altrament, tot i que la història oficial espanyola descriu una decadència "natural" de la llengua catalana i creixent substitució pel castellà entre els segles xvi a xix, especialment a les classes cultes, això es contradiu amb una enquesta d'usos lingüístics del 1807, encarregada per Napoleó, que indica que excepte als tribunals reials el castellà és absent de la vida quotidiana. Segons l'enquesta, el català “se enseña en las escolas, se imprimeix y se parla, no sols ente lo baix poble, si que també entre las personas de primera calitat, així en tertulias, com en visitas y congressos”, indicant que es parla a tot arreu “a excepcio dels tribunals reals". També indica que el català es parla a més “en lo Regno de Valencia, en las islas de Mallorca, Menorca, Ibissa, Sardeña, Corcega y molta part de Sicilia, en la Vall d’Aran i Cerdaña”.

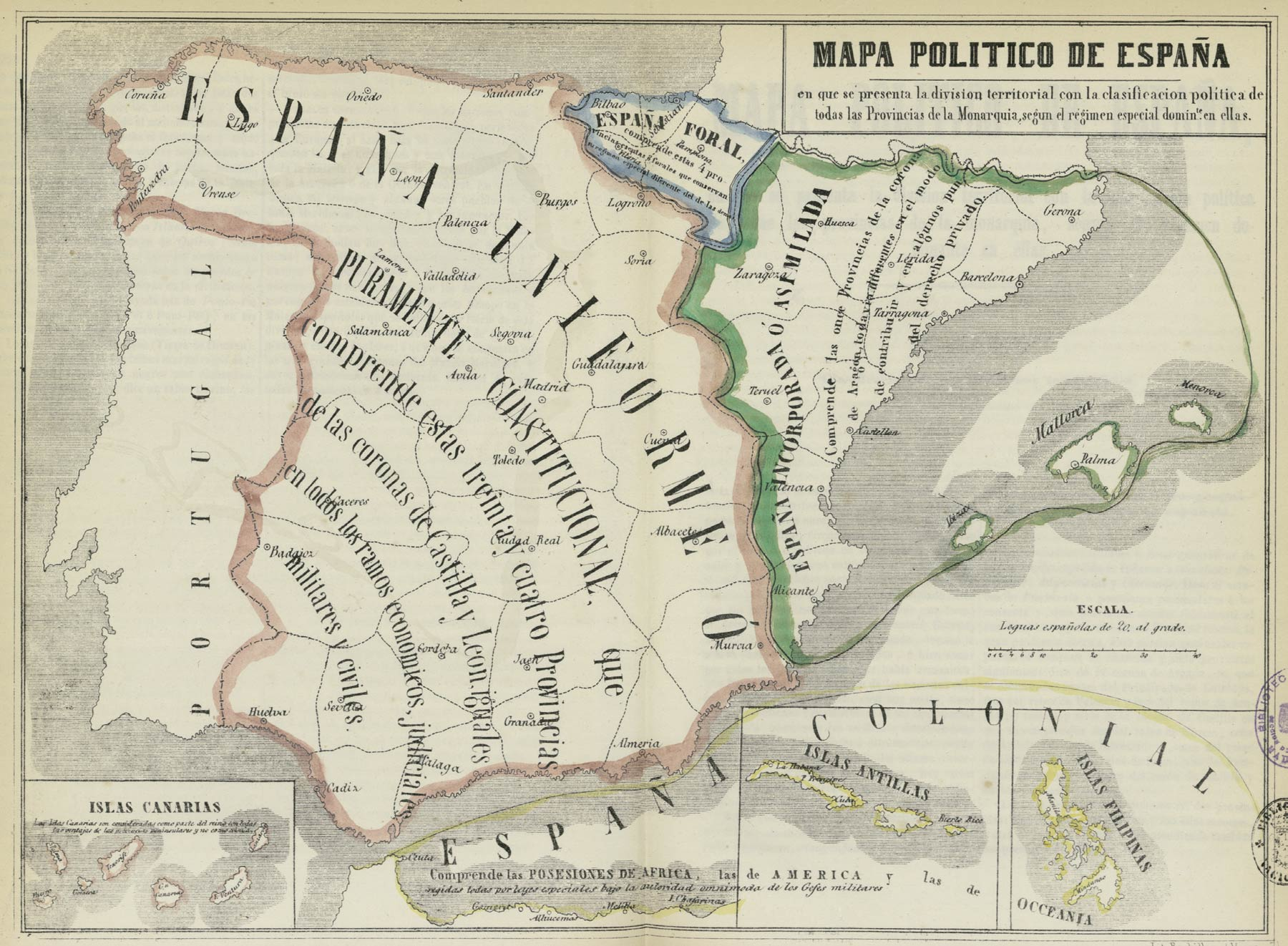
Mapa polític oficial d'Espanya del 1850

- 1801: Manuel de Godoy obliga que a cap teatre no es representi cap obra que no sigui en castellà.[30]
- 1802: en caure Menorca sota la jurisdicció de l'Estat espanyol per l'abandó dels anglesos, el capità general de l'illa ordena tot seguit que a les escoles només s'ensenyi el castellà.[31]
- 1821: el Pla Quintana obliga a fer servir el castellà al sistema escolar.[32]
- 1825: el Pla Calomarde, intenta instituir l'ensenyament oficial uniforme en castellà: es prohibeix l'ús del català a les escoles.[33][32]
- 1828: el bisbe de Girona obliga que els llibres parroquials es facin en castellà.[34]
- 1834: la Instrucció Moscoso de Altamira obliga a fer servir el castellà al sistema escolar.[32]
- 1837: un edicte reial imposa càstigs infamants als infants que parlen català a l'escola: el mètode de la sortija.[35] Al mateix temps la instrucció del Gobierno Superior Político de Baleares mana castigar els escolars que parlin català mitjançant la delació dels alumnes.[36]
- 1838: el Reglament Vallgornera obliga a fer servir el castellà al sistema escolar.[37]

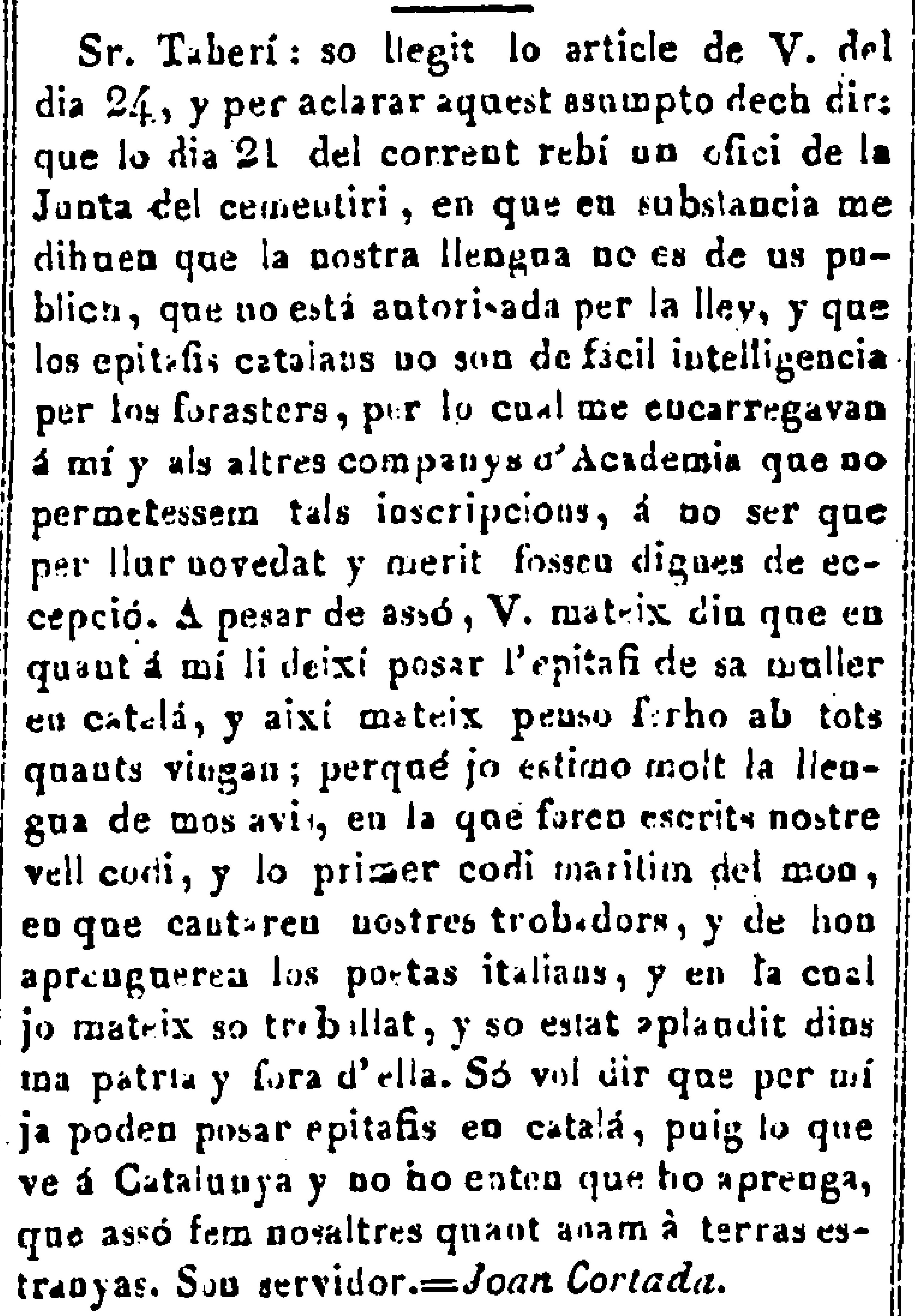
Escrit de queixa de l'historiador i escriptor català Joan Cortada i Sala al diari El Guardia Nacional per la prohibició d'epitafis en català l'any 1838.

- 1838: es prohibeix que els epitafis dels cementiris siguin en català.[39][40] Aquest fet fou denunciat, per exemple, per l'historiador i novel·lista Joan Cortada i Sala al diari El Guardia Nacional.[38]
- 1843: el Reglament orgànic de les escoles normals d'instrucció primària del Regne (d'Espanya) inclou entre el currículum obligatori la gramàtica castellana, així com història d'Espanya, nocions de literatura espanyola, etc.[41]
- 1846: circular de la Junta Suprema de Sanidad que obliga a fer les receptes mèdiques només en castellà o llatí.[42]
- 1857: Llei Moyano[43][44] d'instrucció pública, la qual només autoritza el castellà a les escoles.[32]
- 1860: Reial Ordre del 24 de febrer del 1860, que obligava a retolar en castellà els noms dels carrers, i considerava dialectes les altres llengües de l'Estat.[45]
- 1862: Llei del notariat que prohibeix les escriptures públiques en català.[33][46]
- 1867: prohibició que les peces teatrals s'escriguin exclusivament «en los dialectos de las provincias de España», pel ministre de Governació espanyol González Bravo.[47]
- 1870: Llei del registre civil que hi priva l'ús del català.[48]
- 1876: L’Ordre reial del 25 de desembre de 1876 referida al reglament per al règim i servei interior del cos de telègrafs, només autoritza els telegrames redactats en castellà, francès, italià, portuguès i alemany, i amb les indicacions de destinació en castellà.[49]
- 1881: Llei d'enjudiciament civil que prohibeix l'ús del català al jutjat.[50]
- 1882: la Llei d’enjudiciament criminal, aprovada pel Decret reial del 14 de setembre de 1882, tot i reconèixer el dret dels processats i els testimonis que no entenguessin el castellà a ésser assistits per un intèrpret, i que llurs declaracions constessin en l’idioma original i traduïdes al castellà, el procediment de designació d’intèrprets causava una gran inseguretat jurídica, atès que hi s'establia una gradació de persones que podien fer la funció, tantseval si tenien coneixement jurídic, fins arriba a «cualquier persona que lo sepa».[51]
- 1896: La Dirección general de Correos y Telégrafos prohibeix parlar en català per telèfon a tot l'estat espanyol.[52]
- 1900: Una pastoral del bisbe Josep Morgades sobre la necessitat del catecisme i de la predicació en llengua catalana fou controvertida en el senat i el parlament i per la premsa de Madrid i àdhuc pel secretari d'estat del papa, Mariano Rampolla.[53]
- 1902: reial decret de Romanones que obliga a l'ensenyament del catecisme en castellà.[54]«Parleu en francès, sigueu nets», inscripció en una escola francesa, a Aiguatèbia i Talau, en la qual es prohibeix als nens de parlar català.

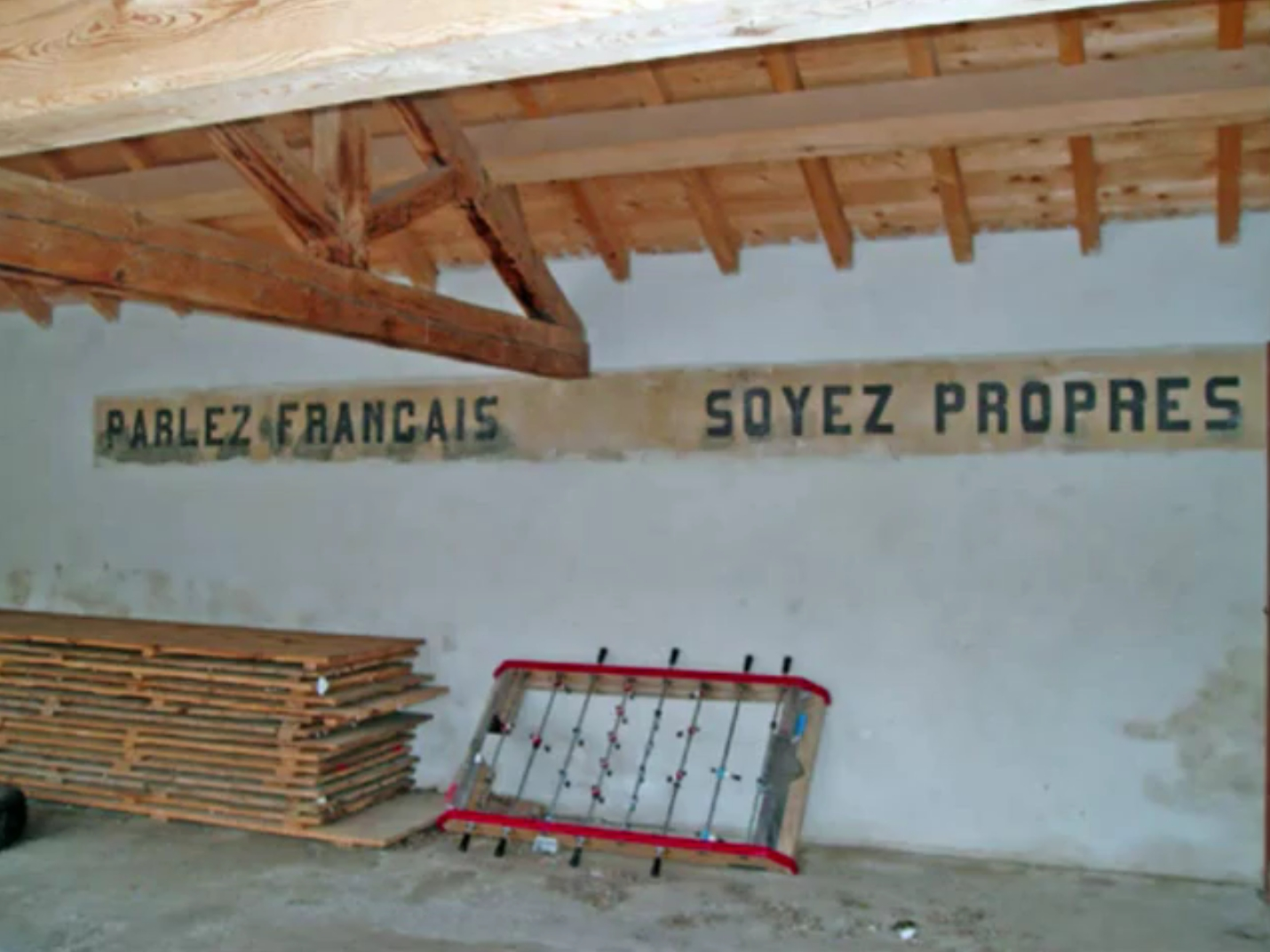
«Parleu en francès, sigueu nets», inscripció en una escola francesa, a Aiguatèbia i Talau, en la qual es prohibeix als nens de parlar català.

  - 15 de desembre - Menéndez Pidal publica l'article «Cataluña bilingüe» a El Imparcial de Madrid, on defensa el decret Romanones, afirmant, per exemple, que les «Corts catalanes mai no varen tenir per llengua oficial el català».
  - Prohibició dels Jocs Florals de Barcelona de Barcelona per ordre militar.[55]
  - Prohibició també a Palma.

- 1904: el Decret reial del 20 de juny de 1904 del Ministeri de la Governació autoritza l’ús en les comunicacions privades de qualsevol idioma peninsular, sempre que el personal pugui entendre el llenguatge, però exigeix el castellà en les comunicacions oficials, o de caràcter administratiu, governatiu o judicial, i a les línies d'Empreses ferroviàries que no emprin el Morse.[56]
- 1914-1918, durant la Primera Guerra Mundial, els catalans que van anar a defensar els francesos a les trinxeres van rebre queixes de part dels francesos perquè parlaven català entre ells. Els motius, segons aquests, eren perquè, sense base fonamentada, es pensaven que es reien d'ells.[57]
- 1916 El diputat Morera i Galícia defensa una proposició per garantir el lliure ús del català en tots els àmbits. Romanones respon que la cooficialitat és inacceptable i la proposta del diputat català és derrotada, al Congrés, per 120 vots contra 13.
- 1917 Reglament de la Llei del Notariat que prohibix l'ús del català.[58]
- 1923 Circular que obliga a l'ensenyament del castellà.

### Dictadura del Primo de Rivera
Després del cop d'estat del general Primo de Rivera, amb el vist-i-plau del PSOE i la Lliga, en Primo de Rivera agafà una línia política pròpia, i així, el Reial decret de 18 de novembre prohibia taxativament l'ús d'altres idiomes diferents del castellà —«que és l'oficial de l'Estat espanyol»— en actes oficials de qualsevol tipus i per qualsevol autoritat, encara que «l'expressar-se o escriure en idiomes o dialectes, les cançons, balls, costums o vestits regionals no són objecte de cap prohibició». El mateix decret permetia utilitzar idioma diferent del castellà en la vida interna de les institucions locals i provincials a condició de portar obligatòriament en castellà els seus llibres oficials.
També s'erradicà el català de l'ensenyament amb una Circular de 19 d'octubre de 1923 de la Inspecció de Primer Ensenyament, incidint en l'adopció de sancions a aquells mestres que suplantessin l'ús del castellà a l'escola. Fins i tot les classes de gramàtica catalana que s'impartien de manera gratuïta a l'Escola Normal de Lleida van ser desautoritzades pel mateix servei d'inspecció educativa al desembre de 1923. Incidint en aquesta política, el gener de 1924, el general Losada, president accidental de la Mancomunitat de Catalunya i governador civil de Barcelona ordenà que a les escoles de la Mancomunitat s'impartissin les classes en castellà. I com a complement a les anteriors circulars i reials decrets encaminats a implantar el castellà a les aules, el Reial decret 11-VI-1926 establia finalment que als mestres nacionals de la «regions es conserva una altra llengua nativa» que abandonessin o entorpissin de qualsevol manera l'ús de l'idioma oficial, se'ls obrís expedient disciplinari, contemplant per als infractors sancions de suspensió d'ocupació i sou d'un a tres mesos o, en el seu cas, el trasllat a poblacions en les quals exclusivament es parli l'idioma oficial.
- 1923: reial decret que prohibeix l'ús del català a actes oficials i obliga a portar tots els llibres i registres oficials en castellà.
- 1924:
  - Reial decret els prospectes de medicaments en «español» de manera preferent.
  - El general Lossada és nomenat president interí de la Mancomunitat de Catalunya i implantà l'ensenyament en castellà a les escoles de la Mancomunitat[62]
  - Els Jocs Florals de Barcelona s'han de celebrar a Tolosa a causa de la dictadura de Primo de Rivera.[64]
  - Antoni Gaudí, a l'edat de 72 anys és detingut i maltractat per dirigir-se en català davant la policia.
  - Per reial ordre espanyola, se sancionaran els mestres que ensenyin en català.
- 1926: reial decret que criminalitza a qui es resisteixi passivament a utilitzar el castellà i pena de «arresto mayor a prisión correccional» per qui usi un idioma distint del «español»[65]
- 1926: ordre pel qual se sanciona l'ensenyament del català amb el trasllat del mestre.[63]

### Segona República Espanyola
El Govern Provisional de la Segona República Espanyola, declarà que l'educació primària «havia de fer-se en la llengua materna», i derogà el 29 d'abril de 1931 (quinze dies després de la proclamació de la República) les disposicions contràries a l'ús del català en aquesta educació primària que tenien el seu origen en la dictadura de Primo de Rivera . L'ensenyament del català a les escoles durant el període històric de la República va permetre integrar culturalment, abans de la Guerra Civil, a una part significativa dels immigrants a Catalunya provinents de regions exclusivament castellanoparlants 

Però alhora l'article 4 de la Constitució de la República Espanyola del 9 de desembre de 1931 va establir, per primera vegada en la història en termes legals, l'oficialitat del castellà com a llengua nacional, diferenciant-lo de les altres llengues, que esdevenien «llengues regionals», i com a tals de segona categoria (i per tant àdhuc prescindibles). Com a «llengua nacional», la Constitució establí del castellà que «Tot espanyol té obligació de saber-ho i dret d'usar-ho, sense perjudici dels drets que les lleis de l'Estat reconeguin a les llengües de les províncies o regions». En els debats previs a l'aprovació del text, alguns diputats de l'esquerra es van fer ressò dels postulats del centralisme liberal vuitcentista. En la creença que el desconeixement del castellà pels obrers afavoria a «les burgesies nacionalistes», interessades a fomentar els «idiomes vernacles», el socialista Antonio Fabra Ribas va defensar:
Pel que fa a l'ensenyament, no ja del castellà, sinó també en castellà, la República no pot fer la menor concessió, sota pena de faltar a un dels seus més sagrats deures, especialment pel que fa als treballadors.
Més lluny va ser el també diputat socialista Andrés Ovejero, catedràtic de teoria de la literatura a la Universitat de Madrid:
Voldríem un Govern que prohibís els Jocs Florals (...), que no permetés la literatura regionalista i que acabés amb tots els dialectes i totes les llengües diferents de la nacional.
Tot i això, el reconeixement que es feia de les «llengües regionals» va fer possible que l'Estatut de Núria, un any més tard, establís en el seu article segon la cooficialitat del català amb el castellà a Catalunya, sent així la primera vegada que de manera explícita totes dues llengües obtenien legalment aquest reconeixement. Tot i això, en realitat es formalitzava la diglòsia i es formulava un bilingüisme inexistent a la realitat quotidiana de Catalunya.

### Guerra Civil i Franquisme

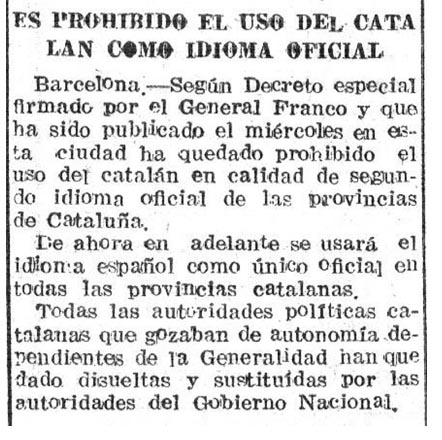
Extracte del Diario de Navarra del 17 de febrer del 1939, de títol «Es prohibido el uso del catalán como idioma oficial» (traduïble com a «Es prohibeix l'ús del català com a idioma oficial»).
Destaca que es prohibí el català com a llengua oficial de segon rang a «les províncies de Catalunya» i en dissolia totes les institucions polítiques amb autonomia, per decret del dictador espanyol Francisco Franco.

La guerra civil comporta un trencament abrupte de la normalitat social catalana. Es pot posar com a exemple el que assenyala en Paul Preston a «L'Holocaust espanyol»:
«Els dies posteriors a l’ocupació de Lleida (…) els presoners republicans identificats com a catalans eren executats sense judici. Qui fos que sentissin parlar en català era molt possible que acabés arrestat. La brutalitat arbitrària de la repressió anticatalana va arribar a tal punt que Franco mateix va haver d’emetre una ordre disposant que s'havien d’evitar els errors que més tard es poguessin lamentar» (pàg. 459)

«Hi ha exemples de l’assassinat de pagesos no per cap més raó aparent que la de parlar català» (pàg. 463)
La intervenció d'en Franco evità una massacre indiscriminada d'una població majoritàriament monolíngüe catalana, però no vol dir que no romangués l'odi latent. Així, durant el període franquista (1939-1975), el català va ser objecte d'una agressió brutal
 i va quedar reduït a l'ús familiar. El castellà va passar a ser l'única llengua de l'ensenyament, de l'administració i dels mitjans de comunicació. Tant a l'interior de Catalunya com a l'exili, va haver-hi diverses iniciatives com llibres (Rosa mística de Mossèn Geis, revistes (com ara Dau al set, dirigida per Brossa) i campanyes per suplir el silenci imposat pel règim, per exemple, Pío Daví i Maria Vila realitzen campanyes de teatre vernacle, estrenant L'hostal de la glòria, de Josep Maria de Sagarra.
En contrast amb l'ocorregut amb la immigració rebuda durant el funcionament de la Mancomunitat, durant la major part de la dictadura de Franco es va propiciar l'exclusió total de l'idioma català del sistema educatiu (va ser relegat a l'esfera familiar), en el qual es van arribar a utilitzar en alguns llocs mètodes en els quals els propis alumnes havien de denunciar a l'alumne que parlés català cedint-li una bala. La llengua catalana va arribar també a prohibir-se en les làpides de les tombes en el període de postguerra. Fins a l'any 1951, Rafael Aracil, Joan Oliver i Antoni Segura han considerat que la persecució de la llengua va ser «total».

A més de la repressió, cal considerar també el tracte públic, en que sovint es qualificaven totes les llengües no castellanes com a dialectes (del castellà). Un exemple es pot trobar al Catecismo patriótico Español, del bisbe Albino González Menéndez-Reigada, del 1939, en que a més s'hi fa secessionisme lingüístic:
–Pot dir-se que a Espanya es parla només la llengua castellana, perquè a part d'aquesta tan sols es parla el basc que, com a llengua única, només s'empra en alguns caserius bascos i va quedar reduïda a funcions de dialecte per la seva pobresa lingüística i filològica.
–I quins són els principals dialectes que es parlen a Espanya?

–Els principals dialectes que es parlen a Espanya són quatre: el català, el valencià, el mallorquí i el gallec.
Aquest manual d'adoctrinament aprovat pel Ministeri d'Educació Nacional franquista i amb una retòrica antisemita i antidemocràtica, va ser retirat com a llibre de text a les escoles a partir de 1945, coincidint amb la derrota de les potències de l'Eix.
En el segon franquisme, una certa obertura del règim va permetre un tímid canvi en la marginació de l'idioma autòcton que va donar motiu a una sèrie de passos en contra d'aquesta tendència com l'emissió el 1964 del primer programa de televisió en català per part de TVE (Teatre català). Tant la Nova Cançó (1961) —amb limitacions, com va posar de manifest la prohibició a Joan Manuel Serrat de cantar en català en el festival d'Eurovisió de 1968— com la creació el 1971 de l'Assemblea de Catalunya, en la qual s'aglutinaven les forces antifranquistes, són fenòmens que s'han considerat com a exemples del manteniment de l'ús de l'idioma català durant la dictadura. El 1970 l'última llei educativa de Franco obria la porta a l'ús de llengües diferents a l'ensenyament primari, via que seria desenvolupada per un decret 5 anys més tard. També el 1975, propera ja la defunció de Franco, un altre decret permetia l'ocupació d'altres llengües natives espanyoles als ajuntaments diferents del castellà.

Globalment, la gairebé total exclusió del català del sistema educatiu i les severes limitacions al seu ús en els mitjans de comunicació de masses durant tots aquests anys, va tenir conseqüències de llarga durada i que estarien presents anys després del final de la dictadura, com s'observa en les altes taxes d'analfabetisme en català que es dona entre les generacions escolaritzades en aquests anys: el 1996 solament un terç del tram d'edat comprès entre els 40 i els 44 anys era capaç d'escriure en català, parlat pel 67 % dels censats, xifres que descendien al 22 % dels majors de 80 anys capaços d'escriure en català amb un 65 % de parlants.

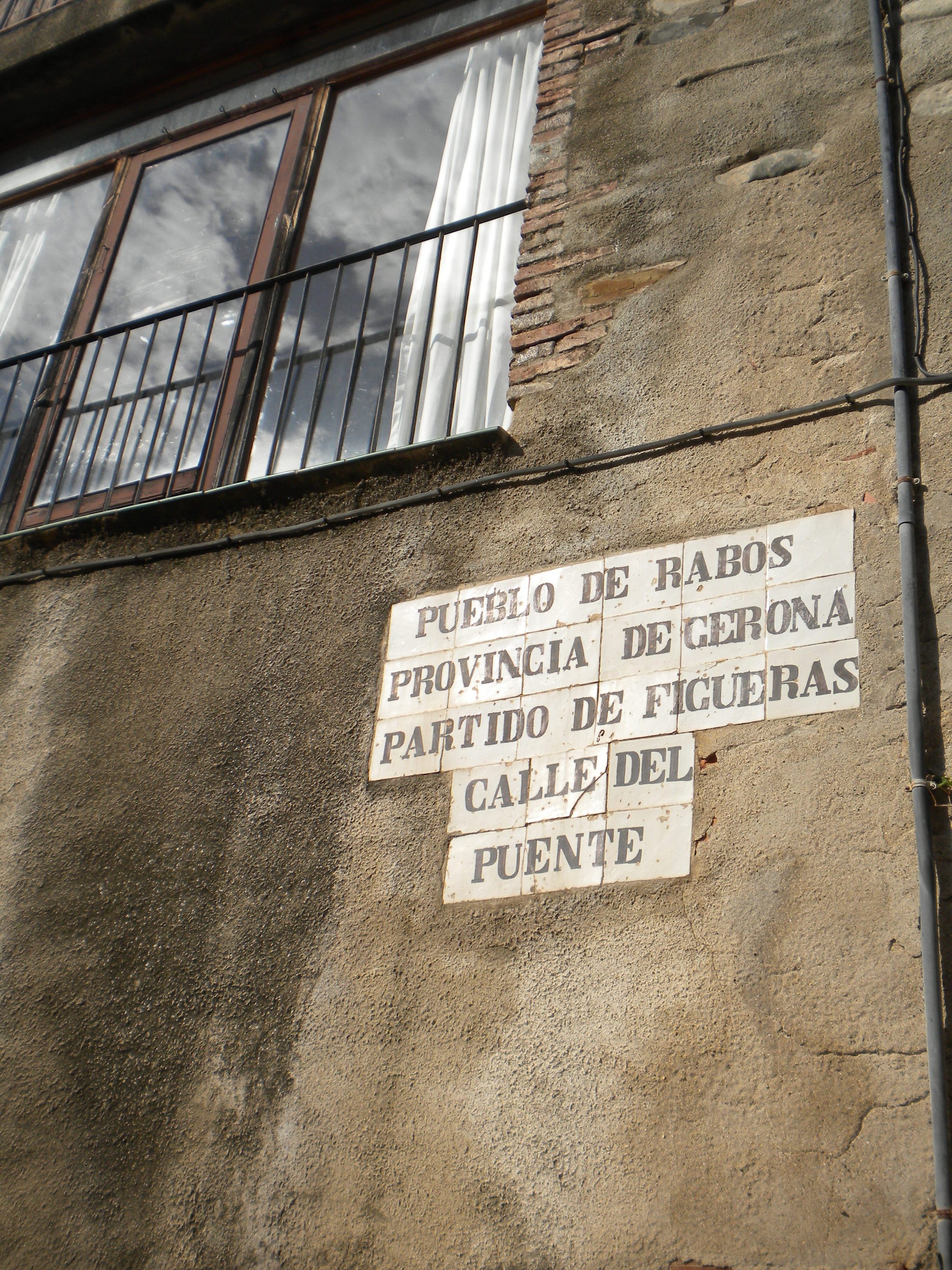
Rètol de l'època franquista en castellà al municipi alt-empordanès de Rabós.

- 1936: prohibició governativa a Mallorca d'usar el català a les escoles i a la vida pública, sota la consigna «Si eres español, habla español», signada per Mateu Zaforteza Musoles.[80]
- 1938: el 5 d'abril es deroga l'Estatut d'autonomia de Catalunya, per la qual cosa el català deixa de ser oficial a Catalunya.[81]
  - Juan Merida és multat pel Delegat de Seguretat Interior i Ordre públic de Sevilla i la seva Província, per «la seva falta de patriotisme i descortesia en parlar en el dialecte català en el menjador de l'Hotel Itálica».[82]
  - En entrar a Lleida, les tropes franquistes tirotegen aquelles plaques del cementiri que estan escrites en català.
- 1938: Prohibició de l'ús del català al registre de les persones jurídiques.[83]
- 1939: Franco diu: «La unitat nacional la volem absoluta, amb una sola llengua, el castellà i una sola personalitat, l'espanyola.» En conseqüència a aquesta política s'emprenen moltes accions com la derogació de l'Estatut de Catalunya, la lluita contra rètols, anuncis i papers en català, circulars sobre el català a l'escola, iniciant-se de la més dura minorització de la història contra el català.
  - Ordre del Ministerio de Educación Nacional espanyol on se suprimeix qualsevol ensenyament relacionat amb la cultura catalana. És abolit l'ensenyament de filologia catalana, història moderna de Catalunya, geografia de Catalunya, Dret Civil Català, història de l'art medieval català.[84]
  - A les fàbriques s'instal·len rètols on es prohibeix explícitament als obrers parlar en català.
  - L'Institut d'Estudis Catalans, ens normativitzador del català, es converteix en el Instituto de la Hispanidad de Barcelona.
  - La casa de Pompeu Fabra, normativitzador del català, del carrer de la Mercè de Barcelona és assaltada i la seva immensa biblioteca personal cremada enmig del carrer. A aquest respecte es poden esmentar les declaracions del Queipo de Llano a l’article subtitulat «Contra Cataluña, la Israel del món modern», publicat al Diario Palentino el 26 de novembre de 1936, on deixa caure que a Amèrica consideren els catalans com «una raça d'hebreus, perquè es valen dels mateixos procediments que realitzen els hebreus en totes les nacions del Globus». Y considerant els catalans com a hebreus i tenint en compte el seu antisemitisme, «la nostra lluita no és una guerra civil, sinó una guerra per la civilització occidental contra el món jueu», no es fa estrany que aquest mateix militar expressés clarament les seves intencions anticatalanes: «Quan la guerra hagi acabat, Pompeu Fabra i les seves obres seran arrossegats per les Rambles.»[85]
  - S'instal·là un gran rètol a la zona ocupada feia poc de la ciutat de Lleida: «Si eres patriota habla español».
  - Les autoritats franquistes deneguen a Joan Estelrich, que parla en nom de Cambó, la publicació d'un diari en català.[86]
  - 4 de febrer: les planxes d'edició i els romanents editorials del Diccionari General de la Llengua Catalana són destruïts per l'exèrcit espanyol.
  - 16 de febrer: es prohibeix per decret l'ús de la llengua catalana com a segona llengua.[87]
  - 25 de febrer: ban de l'alcalde accidental d'Olot on prohibeix la presència del català en tots els àmbits.
  - 4 de març: ban de l'alcalde de Mollet del Vallès on s'obliga a redactar en castellà tots els rètols escrits en català.
  - 28 de març: el Palau de la Música Catalana passa a dir-se «Palacio de la Música».
  - 31 de març: l'ajuntament de l'Hospitalet de Llobregat acorda treure tots els indicadors dels carrers en català.
  - 1 d'abril: el General Álvarez Arenas justifica la imposició del castellà perquè: "borrarà la tarea demoladora del supuesto “hecho diferencial”, hijo espúreo de torcida malicia, que vivió de coacciones y sólo desgracias acarreó"[88]
  - 18 d'abril: el governador civil de Tarragona Mateo Torres prohibeix els rètols en català als establiments i a la via pública.
  - 3 de maig: ordre del comandant militar espanyol de Bellver de Cerdanya perquè desapareguin tots els rètols o anuncis «en llengua regional».
  - 7 de maig: el General en Cap de Catalunya multa a M. Casanovas Guillen amb 2.000 pessetes per dirigir-li una instància en català.
  - 20 de maig: el comandant militar espanyol de Granollers dona vuit dies de termini per substituir tots els rètols i anuncis del català al castellà.
  - 27 de maig: l'ajuntament de Lleida acorda que tots els seus serveis es facin en castellà.
  - 7 de juny: l'ajuntament de Breda obliga a canviar totes les plaques de retolació dels carrers del català al castellà.
  - 16 de juny: el comandament militar espanyol de Sant Hipòlit de Voltregà ordena que en 48 hores se substitueixin tots els rètols en català pel castellà.
  - 24 de juny: l'alcaldia d'Olot ordena tapar o esborrar tots els rètols públics en català.
  - 9 d'agost: un ban de l'ajuntament de Sant Feliu de Llobregat prohibeix parlar en català als funcionaris tant a dins com a fora dels edificis oficials.
  - 10 d'agost: és detingut el professor de la UAB Bel·larmí Rodríguez i Arias per fer classes en català.
  - 7 de setembre: el Centre Excursionista de Catalunya és obligat a traduir el seu nom al castellà.
  - 12 de setembre: es modifica l'escut del F.C.Barcelona i s'elimina les quatre barres per dues.
  - 17 d'octubre: el cinema Euterpe de Sabadell és multat i clausurat durant quinze per haver parlat el seu director, Tomàs Pasarisas, en català.
  - 28 d'octubre: carta del ministre espanyol de Governació, Ramón Serrano Suñer, enviada a tots els bisbes catalans per comunicar-los la nova normativa d'usos lingüístics en la comunicació de l'Església amb els feligresos «hasta tanto que el idioma español sea entendido por todos (lo que se logrará con una tenaz labor escolar)».[88]
  - 25 de desembre: la representació teatral d'Els Pastorets a la Garriga és obligada a fer-la en castellà.

- 1940
  - circular sobre el «Uso del Idioma Nacional en todos los servicios públicos» per la qual es prohibeix el català. Ordre ministerial que prohibeix el català a les marques comercials. Prohibició del català al cinema.
  - 5/08/1940: circular del Govern Civil de Barcelona sobre “El uso del idioma nacional en todos los servicios públicos”, d’acord amb el BOP del 31 de juliol de 1940. La primera disposició assenyala que “todos los funcionarios interinos de las Corporaciones provinciales y municipales de esta provincia, cualesquiera que sea su categoría, que en acto de servicio, dentro o fuera de los edificios oficiales, se expresen en otro idioma, que no sea el oficial del Estado quedarán ‘ipso facto’ destituidos, sin ulterior recurso“[89]

- 1941:
  - Els Jocs Florals de Barcelona queden prohibits i fins al 1970 se celebren en la clandestinitat.
  - Entra en vigor el «Decreto del Consejo Nacional de Deportes» que obligava a modificar la denominació de clubs
  - Prohibició de l'ús del català al telègraf.[90]
- 1942: La FET y de las JONS comunica a l’alcalde de Manresa la notificació provinent de la Jefatura Provincial de Propaganda que es fan representacions teatrals en català en algunes localitats de la província. L’insta a posar-ho en coneixement del governador civil per aplicar les sancions pertinents.[89]
- 1944: Decret que aprova el nou Reglament notarial segons el qual necessàriament cal fer les escriptures en castellà.
- 1945:
  - La nova llei d’educació primària estableix: «La llengua espanyola, víncle fonamental de la comunitat hispànica, serà obligatoria i objecte d'especial conreu.»
  - Ordre ministerial que obliga a batejar els vaixells en castellà. «Nueva ley de educación primaria», que només deixa ensenyar en castellà.[58]
- 1947: supeses les edicions de Marià Manent per ser en català.
- 1948: 25 de desembre, la censura espanyola prohibix informar de la mort de Pompeu Fabra i no s'admeten les esqueles als periòdics.[58]
- 1952: se segresta la revista Aplec. El governador de Barcelona, Felipe Acedo, diu als editors: «¿Ústedes creen que hemos hecho la guerra para que el catalán vuelva a ser de uso público?»[91]
- 1953:
  - Es prohibeix a València la revista Esclat per ser en català, tot i que acabà publicant-se clandestinament.[92][93]
  - Es prohibeix l'edició d'una novel·la de Miquel Llor per ser en català.[93]
  - L'Editorial Espasa y Calpe inclou Tirant lo Blanc dins la col·lecció "Clásicos castellanos", reeditant l'edició castellana de 1511.[94]
- 1955: 2 de setembre. Fase preliminar de la segregació del Bisbat de Lleida: el Decret de la Sagrada Congregació Consistorial Cesaraugustanae et aliarum agrega els municipis catalanoparlants de Mequinensa i Faió a l'arxidiòcesi de Saragossa. La segregació es completaria durant l'anomenada «transició democràtica». La persistència de l'episcopat espanyol, acompanyada de la passivitat i indiferència del poble i autoritats catalanes, va aconseguir trencar 800 anys d'homogeneitat del Bisbat de Lleida, separant la Franja de Ponent del seu territori històric i cultural i obligant-la a incorporar-se a un nou bisbat situat fora de l'àmbit cultural català.
- 1956
  - el reglament de presons estableix que els presos tan sols poden parlar en castellà.[58]
  - Tot i que l'editor Jorge Parenti, ben relacionat amb personalitats de l’administració, va aconseguir els permisos per a la publicació de la revista Els Infants i la col·lecció «Història i Llegenda», la reclamació del governador civil de Barcelona, el general Acedo Colunga, aconseguí que el Consell de Ministres les prohibís.[95]
- 1957:
  - al registre civil els noms només seran en castellà.
  - Prohibició d'un article a la revista tortosina Géminis per esmentar l'existència de traduccions de T.S. Elliot al català, i atès que la consigna era que el català no podia tindre estatus de lengua de cultura.[96]
- 1961:
  - Nou Reglament de Telègrafs pel qual es prohibeix el català.[97]
  - La junta directiva de la Federació Catalana de Muntanyisme és destituïda per la Delegación de Educación Física y Deportes espanyols en assabentar-se que les seves assemblees es feien en català.
- 1968: prohibició a Joan Manuel Serrat de cantar en català a l'Eurovisió.[98]

### Periode democràtic

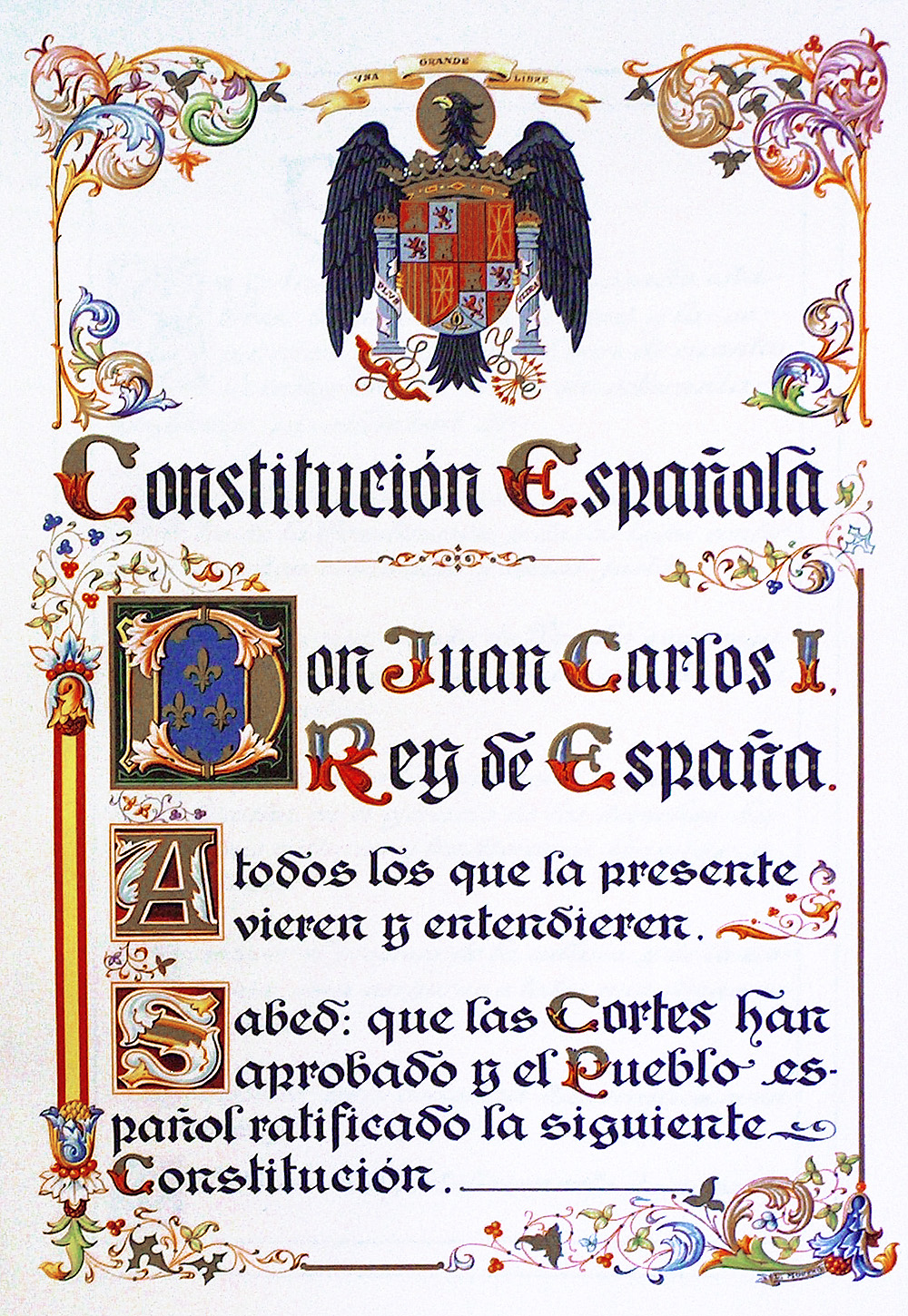
Primera pàgina de la Constitució espanyola de 1978, sota simbologia franquista.

Els països democràtics estableixen normatives de discriminació positiva vers els col·lectius que precisen protecció. El cas de la llengua catalana seria un cas clar, però l'Estat espanyol fa el contrari, una forta discriminació negativa, i àdhuc interfereix en les parcel·les en que la Generalitat legisla una discriminació positiva, com ara l'ensenyament, per anular-la. El punt inicial de tot plegat és el fet que la Constitució Espanyola no reserva cap paper a les llengues no castellanes a nivell estatal, i les relega a un paper secundari àdhuc als territoris on són pròpies, atès que es referma el castellà com a llengua oficial de tot l'Estat i s'obliga a tot els espanyols a conèixer-la (art. 3.1), si bé permet que els estatuts d'autonomia reconeguin d'altres llengües com a cooficials a les respectives comunitats autònomes (art. 3.2), però assolint un rang secundari de «dret» i no d'«obligació», encara que l'Estatut d'Autonomia de Catalunya diu que «els ciuatadans de Catalunya tenen el dret i el deure» de conèixer el català (art.6.2). A la pràctica, en comptes d'una discriminació positiva vers la llengua més feble (per nombre de parlants, institucions, etc.) se'n promou la residualització mitjançant la diglòsia, el bilingüisme, un seguit de lleis que les marginen, i àdhuc la marginació a institucions de promoció cultural com l'Instituto Cervantes, amb grans pressupostos dedicats quasi en exclusiva a la llengua castellana.
Segons el sociòleg Sammy Smooha, una democràcia ètnica descriu sistemes polítics que funcionen segons el principi democràtic, però tracten un determinat grup ètnic de manera particular/discriminatiu respecte al grup dominant. La Transició des d'una dictadura feixista amb un nacionalisme espanyol de matriu castellana agressiu i marcadament ètnic, mancà d'una ruptura amb el model nacional franquista, en especial en aspectes econòmics i culturals, i el tracte a les minories nacionals, començant pel no reconeixement, fa avalular la possibilitat que Espanya sigui una democràcia ètnica, atès que compleix la majoria de punts descrits per l'Smooha en la seva teorització.

#### Final del segle XX
- 1975: El Ple de la Batllia de Barcelona, amb 18 vots en contra, nou a favor i set abstencions, refusa aprovar un ajud públic per a ensenyar català a l'escola primària, legalment possible des del 1970.[112]
- 1978: la Constitució Espanyola relega a un paper secundari el català en els territoris on és llengua pròpia, atès que es referma el castellà com a llengua oficial de tot l'Estat i s'obliga a tot els espanyols a conèixer-la (art. 3.1), si bé permet que els estatuts d'autonomia reconeguin d'altres llengües com a cooficials a les respectives comunitats autònomes (art. 3.2), però assolint un rang secundari de «dret» i no d'«obligació», encara que l'Estatut d'Autonomia de Catalunya diu que «els ciuatadans de Catalunya tenen el dret i el deure» de conèixer el català (art.6.2).[107]
- 1976-2008: Es publiquen almenys 149 Reials Decrets i altres normatives per garantir l'obligatorietat de l'etiquetatge de productes alimentaris i d'altres en castellà front a l'única llei que hi ha, per exemple, a Catalunya.[113]
- 1981: El Manifest dels 2.300 va ser un manifest aparegut el 25 de gener del 1981,[114] signat per un grup de persones que en principi residien a Catalunya, entre ells Federico Jiménez Losantos, Santiago Trancón, Amando de Miguel, Carlos Sahagún i José Luís Reinoso i suposadament fins a 2.300 persones més.[115] S'hi criticava la política lingüística, especialment en educació, del nou govern de la Generalitat de Catalunya. Els primers l'acusaven de discriminar el castellà i d'insolidaritat respecte d'Espanya. Redactat el 25 de gener del 1981, havia de ser publicat a finals de febrer a Diario 16, dirigit pel periodista Pedro J. Ramírez. Però eren temps convulsos; el 29 de gener, havia dimitit Adolfo Suárez i el cop d’estat del 23-F en va endarrerir la publicació fins al 12 de març, un dia abans que s'aprovés la LOAPA.[116] Tot plegat tenia lloc en un ambient en que intelectuals espanyols de tot l'espectre polític rebutjaven la promoció del català. Gent com ara els polítics Txiki Benegas, José Prat, Luís González Seara, o Alejo Vidal-Quadras, els acadèmics Julian Marías, Claudio Sánchez Albornoz, i Gregorio Salvador, els escriptors Rafael Sánchez Ferlosio, Antonio Muñoz Molina, Antonio Gala, Arturo Uslar Pietri, Francisco Umbral, o Jesús Tobado, els periodistes Carmen Rico-Godoy, Antonio Crevette, Luís María Ansón, Jaime Capmany, o Federico Jiménez Losantos, el sociòleg Amando de Miguel, el filòsof Eugenio Trias, o l'actriu Carmen Maura, entre d'altres, denuncien l'ús del català com un element retrògad/tribal/provincial, així com discriminador vers els espanyols castellanoparlants.

- 1982: Prohibició de l'ús del català a les etiquetes de productes alimentaris[117]
- 1983-1986: RTVE, dirigida per José María Calviño, que creia que TV3 havia de ser una emisora folklòrica, en dificulta tot el possible la feina, com ara negant l'accés a la xarxa pública d'enllaços per a retransmissions.[118]
- 1986: 
  - llei de patents que obliga el castellà en la documentació prestada.[119]
  - Sentència 83/1986 del Tribunal Constitucional contra la Llei de normalització lingüística de Catalunya.
- 1988: Sentència 123/1988 del Tribunal Constitucional contra la Llei de normalització lingüística de Balears
- 1989:
  - Reial decret que aprova el Reglament del Registre Mercantil. Obliga que les inscripcions es facin exclusivament en castellà.[120]
  - El Ministre Barrionuevo atorga a Canal 9 la mateixa freqüència d'emissió que la del senyal de TV3.[121]
- 1995: la Llei 30/1995 d'ordenació i supervisió de les assegurances privades. Obliga que les pòlisses siguin en castellà.
- 1995: 17 de setembre. Fase final de la segregació del Bisbat de Lleida amb el decret Ilerdensis et Barbastrensis de finum mutatione, 84 parròquies cultural i tradicionalment catalanes del Bisbat de Lleida a la Ribagorça, la Llitera i el Baix Cinca havien de passar immediatament al Bisbat de Barbastre-Montsó.[122]
- 1997: Les emissions de TV3 al País valencià pateixen interferències, éssent president de la Generalitat valenciana, Eduardo Zaplana.[123]
- 1998: 15 de juny. Segregació definitiva del Bisbat de Lleida. Les últimes 27 parròquies catalanoparlants de la Franja de Ponent passen al bisbat de Barbastre-Montsó.[122]

##### Batalla de València
La batalla de València fou un conflicte identitari que va enfrontar la societat valenciana en la transició democràtica espanyola, caracteritzada per una notable conflictivitat i violència, i que provocà una fractura política i social al País Valencià, especialment pel que fa al relat del valencianisme, la llengua i els símbols del País Valencià.
El blaverisme va obtindre una victòria al carrer durant el conflicte, fet que li va valdre una hegemonització del discurs anticatalanista i regionalista com a discurs sobre el fet valencià amb major visibilitat social. D'altra banda, el nacionalisme valencià fusterià es va veure privat de la seua força política durant la transició, tot recloent-se en una esfera cultural controlada políticament per formacions amb seu a Madrid.
Com a resultat del conflicte, molts valencians i la majoria dels valencians d'adopció van optar per inhibir-se del conflicte tot abraçant els discursos castellanitzadors.

##### Secessionisme lingüístic com a instrument de repressió als territoris de l'antiga Corona d'Aragó
És interessant assenyalar la barreja de secessionisme lingüístic i anticatalanisme que apareix als territoris que formaven, amb Catalunya, l'antiga Corona d'Aragó: a l'Aragó, al País Valencià, i a les Illes. Sovint és propiciat des de grups polítics que abracen l'espanyolisme com a antídot contra la catalanitat.
 L'esquema i discurs és el mateix, i alhora que és tolerat per l'esquerra espanyola, acaba incorporant-se sense problemes als grans partits espanyols, PP i PSOE, al seu gruix de votants, i posteriorment a l'acció de govern estatal, com ara secessionisme lingüistic català, i afavoriment del castellà.

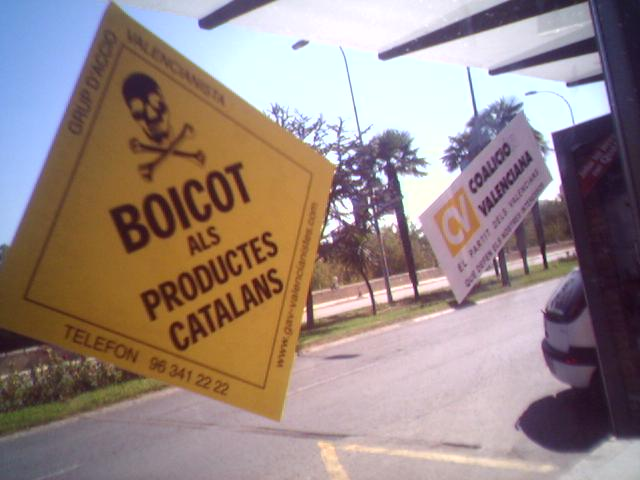
Un adhesiu a la ciutat de València del Grupo de acción valencianista, cridant al boicot comercial anticatalà.

###### País Valencià
Al País Valencià, l'anticatalanisme s'ha estès sobretot en grups conservadors de la ciutat de València i la seua rodalia, lligat amb el secessionisme lingüístic i el moviment polític anomenat comunament blaverisme. L'anticatalanisme sol donar rendiment polític en aquestes àrees, quasi sempre entès com una reacció cap a un pretès imperialisme català.

###### Illes Balears
A mitjans de 1972 van aparèixer un seguit de cartes al Diario de Mallorca signades sota el pseudònim de Pep Gonella les quals donaren peu al gonellisme, un moviment que alguns associen al blaverisme valencià. Tot i això, a les cartes mai es negà la unitat de la llengua o es manifestaren sentiments anticatalanistes, sino que es reclamava una major importància a les varietats dialectals balears respecte l'estàndard.

###### Aragó
A l'Aragó hi ha un moviment similar al blaverisme o al gonellisme que cerca a suprimir tota referència al català en relació amb la Franja.

###### Catalunya
A Catalunya les darreres dècades han nascut partits i associacions que, recolzats per potents mitjans de comunicació, copien el mateix esquema de fractura social ja descrit als altres territoris de l'antiga Corona d'Aragó, assenyalant al catalanisme com a ideologia totalitaria i el català com una llengua imposada, i tot cercant una fractura ètnica de la societat. També sovint branden estudis sobre el racialisme català de darrers del s.XIX i principis del s.XX, una època en què tot occident era racialista i aplicava polítiques eugenèsiques i/o racistes, amb la diferència que Catalunya no, atès que no era un estat.

#### Segle XXI
A nivell teòric, hi ha algun estudiós, com el filòleg i prehistoriador Jorge María Ribera Meneses, que retroben les tesis franquistes segons les quals el català, com altres llengües peninsulars, és un dialecte del castellà.
També es pot copsar l'aversió a la llengua catalana per part del nacionalisme espanyol en les acusacions de ser una organització terrorista a l'ONG de promoció de la llengua catalana Plataforma per la llengua.
Igual que a legislatures anteriors, tot i no haver cap article del reglament del Congrés espanyol que ho prohibeixi, la presidenta Batet, del PSC, talla la paraula als diputats que pretenen parlar en català. L'agost del 2023, al Senat espanyol, el PSOE ha ajornat fins a 59 vegades la reforma del Senat per a que es puguin emprar altres llengues que no la castellana. També els partits espanyols han bloquejat demanar l'ús del català al Parlament Europeu.
- 2001: El rei Joan Carles I nega que el castellà s'hagi imposat mai per la força.[151]
- 2007: 
  - 23 d'abril, entra en vigor el nou Estatut d'Autonomia d'Aragó que no reconeix l'oficialitat del Català a la Franja de Ponent.[152]
  - Decembre de 2007. Es tanca el repetidor de TV3 a Alacant, essent president de la Generalitat Valenciana, Francisco Camps, i Ministre d'indústria, José Montilla.[153][154]
- 2008: 
  - Febrer de 2008. Declaració de l'Académie Française en contra del reconeixement de les llengües regionals a la Constitució.[155]
  - Novembre de 2008. Continua l'apagada dels repetidors que permetien veure TV3 al País Valencià, en el seu dia aixecats per Acció Cultural del País Valencià mitjançant subscripció popular.[156]
- 2009: La presidenta del PPC, Alicia Sánchez Camacho vol evitar que el català sigui llengua vehicular a les escoles.[157]
- 2010: 9 de juliol, es fa pública la sentència del TC respecte a l'Estatut d'Autonomia de Catalunya de 2006, que entre altres estableix que la llengua catalana no és la llengua preferent de l'administració a Catalunya ni tampoc la llengua vehicular del sistema educatiu.[158]
- 2011: 
  - Febrer de 2011. Es completa l'apagada de tots els repetidors que permetien veure TV3 al País Valencià.[159][160]
  - 15 de març, el TSJC suspèn parts del reglament lingüístic de la Diputació de Girona on s'estableix que els rètols, impresos i actuacions internes de la institució han de ser en català.[161]
  - Agost de 2011. El Govern de les Illes Balears, presidit per José Ramón Bauzá, elimina els ajuts a la premsa escrita no diària en català.[162]
  - La Generalitat valenciana, presidida per Francisco Camps entre el 2003 i el 2011, feu una llista de paraules en valencià prohibides per als funcionaris.[163]
- 2012: 26 de juny el Tribunal Suprem d'Espanya denega que el català sigui l'única llengua vehicular del sistema educatiu de Catalunya obligant que el castellà també sigui la llengua de treball.[164]
- 2013.
  - El Govern d'Aragó aprova la Llei de llengües d'Aragó, per la que el català passa a denominar-se LAPAO, i l'aragonès LAPAPYP.
  - Abril de 2013. Dos policies agredeixien a Miquel Gironés, del grup Obrint pas, per parlar-los en valencià.[165]
  - Es coneixen quaranta casos contrastats de discriminacions lingüístiques per part de l'administració (sanitat, policia, correus, etc.) entre el 2007 i el 2012.[166]
  - Novembre de 2013. La Generalitat valenciana, presidida per Alberto Fabra, tanca Canal 9.[167][168]
  - Desembre de 2013. Una revisora de RENFE fa baixar del tren un avi i un net perquè són catalans.[169]
- 2014: 
  - Març de 2014. El Govern de les Illes Balears, presidit per José Ramon Bauzá, intenta aprobar un decret de trilingüísme que arraconaria el català com a llengua vehicular.[170]
  - Es rebutja al Congrés dels Diputats una proposta que hauria instat el Govern espanyol a adoptar les mesures normatives necessàries que facilitessin que TV3 i Catalunya Ràdio es poguessin rebre al País Valencià.[171]
  - Decembre de 2014. RENFE fa secessionisme lingüístic als menús de restauració.[172]
- 2015: 
  - Gener de 2015.
    - El Govern d'Aragó, sota la presidència de Luisa Fernanda Rudi, elimina les denominacions català i aragonès a la nova Llei de Patrimoni Cultural Aragonès.[173]
    - La Xarxa Europea per la Igualtat Lingüística (ELEN) constata una discriminació sistèmica i institucionalitzatzada contra els parlants de llengües cooficials a l'estat espanyol al seu informe periòdic a l'ONU.[174]
    - El col·legi María Quintana de Mequinensa substueix el nom d'assignatura de llengua catalana per llengua oriental.[175]
    - El rei Melcior de Tavernes de la Valldigna tot i ser valencianoparlant es nega a parlar en valencià en el discurs des de l'ajuntament, i ho fa en castellà.[176]

  - Març de 2015. Endesa, distribuidora elèctrica a Manacor incompleix la clausula del contracte que estableix que s'ha d'atendre els clients en català i castellà, fent-ho només en castellà.[177]
  - Abril de 2015
    - El web del partit Ciutadans fa secessionisme lingüístic.[178]
    - El Cònsol d'Espanya a Perpinyà, Gaudencio Villas Garcia, demanat canviar la marca turística 'Perpinyà la catalana' per 'Perpignan la française'.[179]

  - Maig de 2015
    - Tot i tindre la Generalitat de Catalunya competències exclusives en educació i haver jurisprudència del TC avalant la immersió lingüística, el Tribunal Suprem tomba el recurs de la Generalitat i fixa en un 25% l'ús del castellà a les aules catalanes.[180]
    - L'Ajuntament d'Elx exclou el valencià de la retolació turística.[181]
    - El ministre d'educació José Ignacio Wert compara la situació del castellà a Catalunya amb la del català durant el franquisme.[182]

  - Juny de 2015
    - El TSJ de l’Aragó retira la custòdia d’un fill a la mare resident a Barcelona tot argumentant la dificultat d’adaptació al territori, costums i a la llengua catalana.[183]
    - L'Estat espanyol segueix legislant de forma discriminatòria vers el català, amb 64 noves normes que el releguen.[184]
    - La Conselleria d'Educació valenciana priva del dret d'aprendre valencià als alumnes de l'Escola Oficial d'Idiomes d'Oriola.[185]

  - Agost de 2015. Omnium cultural de l'Alguer denuncia que el Govern sard es refereixi a l'alguerès com a 'variant de la llengua sarda'.[186]
  - Setembre de 2015. L’estat espanyol impedeix l’ús del català en una reunió del Comitè Econòmic i Social Europeu (CESE), mentre que el Regne Unit i França sí que permeten intervencions en gal·lès i cors.[187]
  - Octubre de 2015.
    - El senat francès evita debatre la Carta Europea de les llengües regionals o minoritàries i en descarta la ratificació.[188]
    - El castellà esdevé l'única llengua indispensable per obtenir la nacionalitat espanyola.[189]
    - El partit UPyD, presidit per Rosa Díez, vol recuperar els topònims en castellà i suprimir les multes lingüístiques a Catalunya.[190]

  - Novembre de 2015. La Generalitat de Catalunya ha de pagar l'escolarització privada en castellà a un alumne, d'acord amb la LOMCE.[191]
  - Decembre de 2015.
    - Un portaveu comarcal de Joves amb Compromís és detingut per parlar en valencià.[192]
    - Escola Valenciana alerta de l'absència d'oferta de docents de valencià.[193]
- 2016: 
  - Gener de 2016.
    - El 2015, a Catalunya un 92% dels jocs i joguines que es comercialitzen no compleixen la normativa del Codi de consum pel que fa a l’etiquetatge en català.[194]
    - L'Assemblea nacional francesa vota en contra de la Llei de llengües, que hauria protegit les llengües minoritzades.[195]
    - Transmediterranea passa a emprar topònims en castellà a la versió en català del seu web.[196]
    - PSPV, Podem, EU i Blanes voten contra de la moció presentada per Compromís per equiparar el valencià amb el castellà a Onil.[197]

  - Febrer de 2016.
    - El govern espanyol imposa el castellà a les llicències emeses per les federacions regionals de tennis.[198]
    - El govern francès prepara una reforma de la Llei de l'Educació Nacional per reduir les hores de classe de català i altres llengües que consideri «regionals» entre un 25% i un 50%.[199]
    - La Generalitat de Catalunya haurà d'indemnitzar amb 3.000 euros una família per no escolaritzar en castellà.[200]
    - L'Institut d'Estudis Baleàrics ha utilitzat diners públics per promoure el secessionisme lingüístic.[201]

  - Març de 2016.
    - L'ajuntament de Vall-de-roures torna a rebutjar l'ús del català.[202]
    - Plataforma per la llengua recull trenta-set casos de discriminacions lingüístiques entre el 2013 i el 2015 per part de l'administració (sanitat, policia, correus, etc.)[203]
    - El president de la Diputació de Lleó, Juan Martínez Majo, titlla de 'vergonyós i lamentable' que es parli valencià al Senat.[204]
    - Els 406 jutjats del País Valencià disposen d'una sola funcionarària per a traducció i assessorament lingüístic en valencià.[205]

  - Abril de 2016. El PAR vol suprimir el català de la Llei de Patrimoni Cultural Aragonés.[206]
  - Maig de 2016.
    - El Reial Madrid prohibeix al seu porter respondre en català a les rodes de premsa.[207]
    - Ciutadans demana eliminar el Consorci per a la Normalització Lingüística a Lleida.[208]
    - L'InformeCAT 2016 de Plataforma per la llengua assenyala entre altres coses que el 75% dels advocats catalanoparlants han rebut pressions per a fer servir el castellà.[209]
    - Si se puede (Podemos) proposa prohibir el valencià a l'Ajuntament d'Orpesa.[210]

  - Juny de 2016.
    - Javier Sagarra, conseller de Compromiso por Caspe del consell comarcal Baix Aragó-Casp, ha dimitit perquè un altre representant ha jurat el càrrec en català.[211]
    - El PP, el PAR, UPyD i el Bloc Aragonès s'adhereixen a la manifestació convocada per la Plataforma 'No Hablamos Catalán'.[212]
    - Plataforma per la llengua informa que entre abril i maig, el govern espanyol ha aprovat 39 noves imposicions d’ús del castellà.[213]
    - Twitter prohibeix a la discogràfica Picap una campanya en català a la seva plataforma.[214]
    - En el campionat d'Espanya de tenis taula s'expulsa l'entrenador del Tennis taula Cassà per animar en català al seu jugador.[215][216]
    - L'Ajuntament de València obeeix el requeriment del Govern espanyol de retirar els senyals de trànsit en valencià.[217]

  - Juliol de 2016.
    - L'ajuntament de Lleida, presidit per Àngel Ros, farà cas omís de les recomanacions del Síndic de greuges, Rafael Ribó, sobre l'ús del català.[218]
    - Ciutadans ataca el Govern de les Illes Balears per fomentar l'ús del català.[219]
    - La portaveu de Ciutadans a Lleida, Ángeles Ribes, considera que el Síndic de greuges, Rafael Ribó, és sectari i impresentable després que aquest hagi demanat a la Paeria que usi "normalment" el català en les comunicacions i notificacions.[220]
    - Alcaldes i regidors del PP de les comarques castellanoparlants de la província d'Alacant rebutgen comunicacions en valencià.[221]
    - El Govern de les Illes Balears, presidit per Francina Armengol, ignora la Llei de la funció pública i convoca places sense el requisit de català.[222]

  - Agost de 2016.
    - El Govern d'Aragó prohibeix la distribució i l’ús d’una agenda escolar en català a la Franja de Ponent.[223]
    - L'Ajuntament de Calp elimina el valencià de la senyalització viària.[224]
    - El Defensor del Poble Europeu denuncia que Espanya incompleix les obligacions sobre el català, el basc i el gallec.[225]

  - Octubre de 2016.
    - La Plataforma Valencianista denuncia l'Assemblea d'Estudiants de l'IES Enric Valor de Pego, per anomenar 'País Valencià' el seu territori i 'Diada' el 9-O.[226]
    - El Govern de les Illes Balears, presidit per Francina Armengol, continua convocant places públiques sense el requisit de català.[227]
    - El Congrés de Diputats rebutja que el català sigui un requisit per als fiscals i jutges que exerceixin a Catalunya, el País Valencià i les Illes Balears.[228]

  - Novembre de 2016. Es denuncia la discriminació del català a les universitats catalanes tot i que tant la Llei de política lingüística (article 22) com la Llei d’Universitats de Catalunya (article 6) estableixen que és la llengua d’ús normal de les activitats a les universitats.[229]
  - Decembre de 2016.
    - Les companyies aèries dels aeroports valencians marginen el valencià.[230]
    - El govern espanyol en funcions, presidit per M. Rajoy, legisla 52 normatives que marginen al català.[231]
- 2017: 
  - Gener de 2017.
    - L'alcalde de Gata de Gorgos pateix una discriminació lingüística per part de la Guàrdia civil.[232]
    - L'escola La Salle-URL indica als professors que els idiomes lectius són només castellà i anglès.[233]
    - Seguidors del Vila-Real denuncien el sabotatge del club per reclamar l'ús del valencià.[234]

  - Març de 2017.
    - Un jutjat d’Alacant exigeix a la Generalitat de Catalunya que tradueixi al castellà un document.[235]
    - El CGPJ anul·la la sanció del TSJC a la jutgessa que va faltar al respecte a dues advocades que parlaven català.[236]
    - Hisenda elimina el català dels manuals i l’atenció telefònica per a fer la declaració de la renda.[237][238]

  - Maig de 2017. Plataforma per la llengua recull vint-i-dos casos de discriminacions lingüístiques el 2016 per part de l'administració (sanitat, policia, correus, etc.)[239]
  - Juliol de 2017. La Xarxa Europea per a la Igualtat Lingüística (ELEN) ha reclamat que la Unió Europea (UE) multi els estats que permeten casos de discriminació lingüística, com ara l'Estat espanyol vers el català.[240]
  - Novembre de 2017. Dues dones van ser expulsades d’un vol de Vueling entre Barcelona i Maò perquè una s'havia negat a parlar en castellà quan una hostessa li ho havia exigit.[241]
- 2018: 
  - Febrer de 2018.
    - El president espanyol M. Rajoy vol impulsar el castellà a l'educació a Catalunya, el País Valencià i les Illes, tot i ser l'ensenyament una competència exclusiva de les autonomies.[242]
    - Compromís exigeix al govern espanyol ‘respecte’ cap als senyals de trànsit retolats en català als municipis on governa aquesta coalició.[243]
    - La Generalitat denuncia que les llengües pròpies del país pateixen assetjament.[244]
    - Es coneixen vint-i-cinc casos contrastats entre més de cent-trenta-cinc discriminacions lingüístiques per part de l'administració (sanitat, policia, correus, etc.) el 2017.[245]

  - Octubre 2018. Tot i havent-se aconseguit el vistiplau del president del Parlament europeu, Antonio Tajani, per a poder emprar-hi el català, en tindre l'ocasió el PSC segueix emprant el castellà per la negativa del PSOE.[246]
- 2019:
  - Març de 2019. El Govern aragonés tapa la informació viària en català a la frontera administrativa a Arnes.[247]
  - L'Advocacia de l'Estat insta a que la Generalitat Valenciana, ha de comunicar-se únicament en castellà amb el govern català i el balear.[248]
  - Es coneixen trenta-dos casos contrastats entre més de cent-noranta discriminacions lingüístiques per part de l'administració (sanitat, policia, correus, etc.) el 2018.[249]
- 2020: 
  - El Ministeri d'Economia espanyol aprovà ajudes pel desenvolupament tecnològic i de continguts només a les sol·licituds escrites «almenys» en llengua castellana.[250]
  - Es coneixen cinquanta-dos casos contrastats entre més de dues-centes quaranta discriminacions lingüístiques per part de l'administració (sanitat, policia, correus, etc.) el 2019.[251]
- 2021: 
  - El Govern espanyol, presidit per Pedro Sánchez, declara el dia de Sant Jordi, 23 d’abril, com a Día del Español (idioma), per així promocionar de forma especial aquesta llengua.[252]
  - Es coneixen noranta-nou casos contrastats entre més de tres-centes quaranta discriminacions lingüístiques per part de l'administració (sanitat, policia, correus, etc.) el 2020.[253]
  - Novembre de 2021. El Tribunal Suprem espanyol obliga les escoles a impartir un 25% d'hores en castellà, tot i la immersió lingüística.[254]
  - Bruno Billeci, el superintendent italià de les províncies sardes de Sàsser i Nuoro, prohibeix l'ús del català en els rètols del jaciment arqueològic de Sant'Imbenia a l'Alguer.[255]
- 2022:
  - El maig del 2022, el govern espanyol dels partits PSOE i Podemos aprovà l'anomenada Llei audiovisual en que s'actualitza el marc normatiu a Espanya, incloent-hi les plataformes de pagament. Aquesta llei obliga a que a que un 6% dels continguts també estigui doblat o subtitulat en alguna de les altres llengües oficials a l'estat, residualitzant-les respecte als continguts en castellà.[256][257][258]
  - Es coneixen cent divuit casos contrastats entre més de quatre-centes cinquanta discriminacions lingüístiques per part de l'administració (sanitat, policia, correus, etc.) el 2021[259]
  - Setembre de 2022
    - Unes treballadores de l'estació de Renfe de Xàtiva es neguen a vendre els bitllets a un viatger per parlar en valencià.[260]

  - Octubre de 2022.
    - La jugadora del Barça Ana-Maria Crnogorcevic, que va voler que els periodistes li preguntessin en català, rep missatges d'odi als mitjans i xarxes.[261]
    - Una teleoperadora de la central valenciana de Vodafone insulta la llengua catalana.[262]
    - Discriminació d'una usuària valencianoparlant a la Renfe.[263]
    - El Ministeri de cultura, presidit per Miquel Iceta, elimina la partida per promoció de llengües minoritàries dels PGE.[264]

  - Novembre 2022
    - Dues metgesses neguen l'atenció mèdica al 'tiktoker' Apitxat per adreçar-se'ls en valencià.[265]
    - La Generalitat valenciana, presidida per Ximo Puig, discrimina els mitjans en valencià en els contractes de publicitat.[266]
    - Ni el director ni el president d'À Punt hauran d'acreditar cap coneixement de valencià.[267]
    - La Diputació d’Alacant exclou el valencià de la retolació de les rutes turístiques.[268]

  - Desembre 2022
    - La Generalitat Valenciana projecta eliminar el valencià com a requisit a Sanitat.[269]
    - Segons dades de l’Informecat 2022,[270] durant el 2021 l’Estat espanyol i les institucions europees han aprovat 192 normes espanyoles i europees que privilegien el castellà.,[271] i les discriminacions greus per part d'organismes de l'Estat han passat de 22 casos el 2016 a 99, el 2021.[272]
    - Es coneixen cent divuit casos contrastats entre més de quatre-centes cinquanta discriminacions lingüístiques per part de l'administració (sanitat, policia, correus, etc.) el 2021. El 75 % de les queixes per discriminacions lingüístiques al sector públic són per fets il·legals.[273]
    - El Ministeri espanyol de Política Territorial diferencia entre 'català', 'català aragonès', 'valencià' i 'valencià - Carxe'[274]
- 2023:
  - Febrer de 2023.
    - L'Associació d'Escriptors en Llengua Catalana (AELC) denuncia la creixent invisibilització dels escriptors i la literatura en llengua catalana als actes i programes promoguts per les institucions del País Valencià.[275]
    - Plataforma per la Llengua denuncia que l'any 2022 les queixes per discriminacions lingüístiques en la sanitat pública valenciana pràcticament s'han triplicat respecte el 2021.[276]
    - A diferència del maltès o el gaèlic, el català no és ni tan sols un mèrit en la sol·licitud de beques del Ministeri d'agricultura, pesca i alimentació, presidit per Luís Planas.[277]
    - Plataforma per la llengua informa que el darrer trimestre del 2022, el Govern espanyol va aprovar 55 noves normes que discriminen el català.[278]

  - Març de 2023.
    - 42 sanitaris de CatSalut denuncien al TSJC el requisit del català a les oposicions per considerar-ho excloent.[279]
    - Tapen amb pintura negra els noms catalans dels rètols d'un tram de l'A-1409, entre el Matarranya i el Baix Aragó.[280]
    - Plataforma per la llengua denuncia que els festivals més subvencionats a les Illes Balears no programen grups en català, en contra dels compromisos electorals del PSIB.[281]
    - L'Ajuntament de Barcelona, presidit per Jaume Collboni, castellanitza senyals d'aparcament.[282]
    - La ex-directora general de la Corporació Catalana de Mitjans Audiovisual (CCMA), Rosa Cullell, compara Plataforma per la Llengua amb la Gestapo.[283]
    - El Govern de les Illes Balears, presidit per Francina Armengol, exclou el català de la retolació a la sanitat.[284]

  - Abril de 2023.
    - Una professora terrassenca és denunciada per la policia espanyola per haver parlat en català a la comissaria quan es volia renovar el DNI.[285]
    - Un jutge de Sabadell es nega a facilitar documentació en català a un testimoni.[286]
    - Quatre ajuntaments de la Catalunya Nord a judici per permetre el català als plens.[287]
    - Izquierda por la lengua reclama l'oficialitat del castellà a Andorra.[288][289]
    - França prohibeix el català als plens dels ajuntaments de la Catalunya del Nord.[290][291]
    - El Govern de les Illes Balears, presidit per Francina Armengol, i el Govern espanyol, presidit per Pedro Sánchez, acorden eliminar el requisit de català en la contractació pública de metges i infermers.[292][293]
    - TVE empra el castellà en part de l'informatiu territorial valencià.[294]
    - L'Estat obliga els consells insulars a usar el castellà per a optar a una subvenció del Ministeri de Política Territorial, presidit per Isabel Rodríguez García.[295]
    - Abril de 2023. L'Ajuntament de Barcelona, presidit per Ada Colau, col·loca rètols informatius bilingües, castellà-tagal, obviant el català.[296]
    - Tot i haver traducció simultània del català a altres llengües, per petició dels organitzadors als ponents catalans, unes jornades sobre intel·ligència artificial i música al CCCB de Barcelona es fan en castellà.[297]
    - L'artista cubà Juan Abreu, resident a Barcelona des del 1997, tracta la llengua catalana d'argot i galimaties, nega l'existència dels catalans com a poble.[298]
    - Plataforma per la llengua denuncia que el primer trimestre del 2023 el Govern espanyol, presidit per Pedro Sánchez, ha aprovat 62 noves normes que discriminen el català.[299]
    - El Ministeri d'Universitats espanyol, presidit per Joan Subirats, prepara un projecte de Reial decret per regular l'organització dels departaments universitaris, que eliminaria els estudis de Filologia catalana.[300][301]

  - Maig de 2023.
    - Segons un col·laborador de l'Heraldo de Aragón, Bruce Springsteen saludant en català a Barcelona és catalanisme excloent i ofensiu.[302]
    - L'Ajuntament de Tortosa només organitza grups de conversa en castellà destinats a nouvinguts.[303]
    - Tot i establir-s'hi per esquivar el règim fiscal de la hisenda espanyola, cap dels vint Youtubers més seguits residents a Andorra usen el català.[304]
    - TV3 participa en la producció de pel·lícules catalanes, amb actors catalans, rodades en castellà, que posteriorment s'han de doblar al català.[305]
    - L’Ajuntament de Benicarló obstaculitza i fa variar de localitat un festival de música en valencià.[306][307]
    - El president de la Confederació de Sindicats Mèdics, Tomás Toranzo, el català és un llast, havent-hi el castellà.[308]
    - El Tribunal Administratiu de Montpeller ha anul·lat el canvi dels reglaments que permetia parlar català als plens d'Elna, Els Banys, Portvendres, Tarerac i Sant Andreu de Sureda.[309]
    - Es torna a vandalitzar rètols en català de l'A-1409, entre el Matarranya i el Baix Aragó.[310]
    - Expulsen uns clients d'una fleca de Gavà al crit de "racistas" pel fet de parlar en català.[311]
    - El Diari de Tarragona margina un ninotaire després de publicar una vinyeta defensant la immersió lingüística.[312]
    - Maig de 2023. Desatenen un pacient dependent per parlar en català a l'hospital Sant Joan de Déu de Palma.[313]

  - Juny de 2023.
    - Els partits de les Illes Balears no recuperen els drets lingüístics del consumidor derogats pel Govern de José Ramón Bauzá.[314]
    - Joan Pons Torrens, Conseller de Cultura del Consell de Menorca nega la unitat del català.[315]

  - Juliol del 2023: 
    - El PP i Vox veten Camacuc, Cavall Fort, Enderrock, el Temps i més revistes en català a la biblioteca de Borriana (Plana Baixa)[316]
    - Es coneixen cent tretze casos contrastats entre quasi sis-centes discriminacions lingüístiques per part de l'administració (sanitat, policia, correus, etc.) el 2022.[317]
    - El Govern de les Illes Balears, presidit per Margalida Prohens, elimina la Direcció General de Política Lingüística, i els seus objectius tampoc s'integren en cap altra àrea, tot i ser el foment de la llengua catalana un mandat estatutari (article 4.3).[318]
    - Caixabank fa secessionisme lingüístic discriminant català de valencià, i tradueix al castellà els conceptes escrits en català en els pagaments mitjançant Bizum.[319]
    - Les Corts valencianes, presidides per Maria de los Llanos Massó, deixen d'emprar el valencià a les comunicacions a les xarxes socials.[320]

  - Agost de 2023
    - Tot i l'èxit de taquilla de la pel·lícula Barbie, es retallen les sessions en català a una sola a tot Barcelona.[321]
    - El nou Director general de Cultura de la Generalitat Valenciana, Sergio Arlandis, envia una carta de presentació al món cultural valencià redactada només en castellà.[322]
    - L'Ajuntament de Palma, presidit per Jaume Martínez, desvirtua els Premis Ciutat de Palma, un dels premis més importants de la literatura catalana, introduint categories en castellà.[323]

  - Setembre de 2023
    - L'associació Profesores Libres de Ingeniería Social (PLIS) acusa de "nazi" el director de l'escola mallorquina que ha patit una agressió per ensenyar en català, a més d'afirmar que els alumnes "saldrán todos tarados de este colegio, tarados y maricones" per estudiar en català.[324]
    - L'Ajuntament de Palma multa a un ciutadà no condonant una multa mitjançant un curs, per haver escollit la possibilitat de fer-lo en català.[325]
    - El ple del Consell de Mallorca aprovat eliminar definitivament el domini .cat de totes les webs institucionals d'aquest ens i substituir-les pel .es.[326]
    - El Servei d'Ocupació de Catalunya (SOC) subvenciona el curs 'Neurociència i creativitat', impartit pel centre de formació de Foment de Treball, que incorpora com a primera "regla de bon funcionament", "expressar-se en castellà per respecte als companys".[327]
    - La Diputació d'Alacant només empra el castellà i anglès en el cobrament de l'IBI.[328]

  - Octubre de 2023
    - SOS Racisme considera que el català és la llengua dels esclavistes.[329]
    - El Consell de Menorca suprimeix la Fira del Llibre en català de Menorca.[330]
- 2024:
  - Abril del 2024: La Casa reial dona suport a l'Acadèmi de sa Llengo Baléà, una entitat secessionista mallorquina, atorgant-li el títol de "Reial".[331]
  - Maig del 2024: El Consell regulador del cava, format per un 95% de cellers catalans, pasa a excloure el català en les seves comunicacions.[332]
  - Juny de 2024: L'Ajuntament de Barcelona, presidit per Jaume Collboni, denega inicialment a l'Associació de publicacions periòdiques en català (APPEC) la instal·lació d'una parada al carrer Comerç del Born per "tractar-se d'una activitat sense cap vinculació territorial, que no ve avalada per cap àrea de l'Ajuntament de Barcelona" i per no considerar-la "una activitat d'interès general".[333]
  - Juliol: L'ajuntament de Palma passa a publicar en catellà els nous títols de la col·lecció en català "Biografies de mallorquins".[334]
  - Agost: El Secretari de política lingüística, Francesc Xavier Vila, reconeix que l'acord del 2011 entre la Generalitat de Catalunya i les Productores cinematogràfiques nord-americanes i distribuidores locals, per a que es projectin un 25% de títols doblats en català no s'ha compert mai, i es projecta només un 3,3% en aquesta llengua.[335]
  - Setembre de 2024. En el festival BAM i el Sons de Ciutat, dins les Festes de la Mercè de Barcelona, l'Ajuntament de Barcelona, presidit per Jaume Collboni, només programa un 18% i 19% respectivament d'artistes que canten en català.[336]
  - Octubre de 2024. L'Estat segueix legislant de forma discriminatòria vers el català, amb 70 noves normes que el releguen.[337]
  - Novembre de 2024.
    - El festival Primavera Sound, que rep subvencions de l'Ajuntament de Barcelona, la Generalitat de Catalunya, i del Govern de l'Estat espanyol, només programa una artista en català entre les 147 propostes per al festival del 2025.[338]
    - La Generalitat Valenciana, governada per Carlos Mazón, subveniona entitats que promouen el secessionisme lingüístic,[339] alhora que cancel·la les ajudes ordinàries al sector del llibre valencià.[340]
    - L'Ajuntament de València, governat per Maria José Català, subvenciona entitats que promouen el secessionisme lingüístic.[341]
    - Un mitjà de comunicació espanyolista promou un boicot a Andorra per la llei que protegeix la seva llengua pròpia, el català.[342]
    - La Generalitat de Catalunya, governada per Salvador Illa, habilita la meitat de places del curs C2 de català per a docents que l'any 2023, deixant fora de la convocatòria uns 4500 mestres, segons el sindicat USTEC.[343]

  - Desembre de 2024
    - Un apoderat del Banc Sabadell es nega a cancel·lar un préstec en una notaria perquè el document estava en valencià.[344]
    - Els jutjats catalans desestimen el 80% de les peticions per rebre documentació en català.[345]
    - L'Ajuntament de Palma aprova una moció en contra del requisit del català a la funció pública.[346]
    - Més de seixanta comerços al voltant de la Sagrada Família vulneren la Llei de Normalització Lingüística i de Consum, excloent el català dels rètols.[347]
    - L'Ajuntament de Sagunt, presidit per Darío Moreno Lerga, regala agendes municipals en castellà i portuguès, però no en valencià.[348]
    - La política de trilingüització als senyals de TMB , presidida per Laia Bonet Rull, converteix el català en tercera llengua.[349]
    - Com en anteriors legislatures, el Departament d'Educació i Formació Professional de la Generalitat de Catalunya, presidit per Esther Niubó Cidoncha, no obre expedients als professors que haurien de fer la classe en català i la fan en castellà.[350]
    - Segons un informe de Plataforma per la Llengua, la Generalitat de Catalunya és qui més queixes rep de vulneració de drets lingüístics dels catalanoparlants a Catalunya.[351]
    - La Casa de la Generalitat a Perpinyà felicita Nadal només en francès.[352]
    - La Diputació d’Alacant, presidida per l'alcalde de Benidorm, Toni Pérez, exclou el foment del valencià dels Pressupostos.[353]
    - Un regidor de Santa Coloma de Gramenet es nega a complir amb la llei de Política Lingüística.[354]
    - El Govern espanyol defensa que el català no s’exigeixi als mestres a Andorra que ensenyen seguint el sistema espanyol d'estudi, amb el castellà com a única llengua vehicular.[355][356]

  - 2025
    - Gener de 2025
      - AENA omet el català en la retolació dels aeroports de les Illes Balears.[357]
      - La UEFA prohibeix als periodistes preguntar en català a la roda de premsa del partit entre el Girona i l'Inter de Milà.[358]
      - Durant el judici, l'Ajuntament de Mataró, presidit per David Bote, amaga les gravacions de seguretat en el cas de la dona multada amb 500 euros per denunciar una discriminació lingüística.[359]
      - La plataforma de viatges Tripadvisor veta el català en les opinions d'establiments.[360]
      - El Col·legi de metges de Barcelona desempara una pacient discriminada a l'Hospital Universitari Dexeus per voler ser atesa en català.[361]
      - L’Ajuntament de València i la Diputació de València subvencionen la publicació d’Els Quatre Evangelis per Lo Rat Penat i la  Real Acadèmia de Cultura Valenciana, entitats promotores del secessionisme lingüístic.[362]

    - Febrer de 2025
      - La Universitat Politècnica de València promou el secessionisme lingüístic en signar un conveni amb la RACV.[363]
      - L'Ajuntament de Rubí, presidit per Ana Maria Martínez  defensa el secessionisme lingüístic.[364] Posteriorment, el PSC omet cap rectificació.[365]

    - Maig de 2025
      - El Partit Popular, presidit per Alberto Núñez Feijó, i el Partit Popular de Catalunya, presidit per Alejandro Fernández Álvarez, truquen a governs europeus governats pel Partit Popular Europeu, presidit per Manfred Weber, per demanar-los que votin en contra de que el català esdevingui llengua oficial europea a la cimera del 27 de maig de 2025.[366][367]

    - Juny 2025
      - Amb els vots del PP i VOX, el ple de l’Ajuntament d’Alacant ha aprovat una declaració institucional per la qual es demanarà a les Corts Valencianes la modificació de la Llei d’Ús i Ensenyament del Valencià (LUEV) perquè la ciutat siga considerada zona castellanoparlant.[368]